# イスラエル

イスラエル国
מדינת ישראל（ヘブライ語）
دولة إسرائيل（アラビア語）

国の標語：不明
国歌： התקווה （ヘブライ語）
希望

1. 

イスラエル国（イスラエルこく、ヘブライ語: מְדִינַת יִשְׂרָאֵל‎  Medīnat Yisrā'el、アラビア語: دَوْلَة إِسْرَائِيل [dawlat ʔisraːˈʔiːl]、英語: State of Israel :[ˈɪzrɪəl, ˈɪzreɪəl] ( 音声ファイル)）、通称イスラエル（ヘブライ語: יִשְׂרָאֵל‎）は、西アジアに位置する共和制国家。北はレバノン、北東はシリア、東はヨルダン、パレスチナ国のヨルダン川西岸地区、西はパレスチナ国のガザ地区、南西はエジプトと国境を接している。
イスラエル国の「国連決議上の首都」はテルアビブ。一方、イスラエル国の基本法であるエルサレム基本法によると、イスラエル国の「名目上の首都」はエルサレムであり、最高裁判所や立法府に当たるクネセトは西エルサレムに置いている。しかし、エルサレムに対するイスラエル国の主権は、国際的には限定的にしか認められていない。
2023年10月7日以来、自国民約1000人の犠牲に対し、6万人ものパレスチナ人を殺害し、民間人への集団的な殺戮のみならず人為的な飢餓など現在進行系でジェノサイド（ガザ虐殺）を行っている。

## 概要
イスラエルにおけるカナン族の存在は青銅器時代中期から考古学的に証明されており、イスラエル王国とユダ王国は鉄器時代に誕生した。紀元前720年ごろ、新アッシリア帝国がイスラエル王国を滅ぼした。ユダ王国はその後、バビロニア帝国、ペルシャ帝国、ヘレニズムの帝国に征服され、ユダヤ人の自治州として存在していた。マカバイ戦争が成功し、紀元前110年にはハスモン朝の独立国となったが、紀元前63年にはローマ共和国の従属国となり、紀元前37年にはヘロデ朝が置かれ、紀元後6年にはローマ帝国のユダヤ属州が誕生したのである。ユダヤ人の反乱により、ユダヤ属州は壊滅的な打撃を受け、ユダヤ人は追放され、シリア・パレスティナに改称されるまで、ユダヤはローマの属州として存続した。この地域におけるユダヤ人の存在は、何世紀にもわたってある程度継続している。7世紀にビザンチン帝国からアラブ人に奪われたレバント地方は、1099年の第1回十字軍、1187年のアイユーブ朝による征服までイスラム教徒の支配下にあった。13世紀にはエジプトのマムルーク朝がレバントに支配を広げ、1517年にオスマン帝国に敗れるまで支配した。19世紀には、ユダヤ人の民族意識の高まりからシオニスト運動が起こり、パレスチナへの移住が始まったと思われる。
パレスチナは、第一次世界大戦後にオスマン帝国から割譲され、1920年から1948年まで大英帝国の委任統治領となった。第二次世界大戦が始まると、委任統治領は大規模な爆撃を受け、イシューブのユダヤ人は連合国側に従軍した。1944年、イギリスは武器の供給とユダヤ人旅団の結成に同意した。緊張が高まる中、イギリスはアラブ人とユダヤ人の両派をなだめるために、1947年に国際連合がパレスチナ分割決議を採択し、アラブ人とユダヤ人の独立国家と国際化されたエルサレムの設立を勧告した。翌年、ユダヤ機関はイスラエルの独立を宣言し、1948年のアラブ・イスラエル戦争では、イギリス委任統治領の大部分をイスラエルが占領したが、ヨルダン川西岸とガザは近隣のアラブ諸国が占領していた。その後、イスラエルはアラブ諸国といくつかの戦争を経験し、1967年6月の第三次中東戦争以降は、ヨルダン川西岸地区、ゴラン高原、ガザ地区などの占領地を保有している（2005年の分離独立後も占領地とみなされているが、法律の専門家の中にはこの主張に異論がある）。その後の立法措置により、ゴラン高原と東エルサレムではイスラエル法が全面的に適用され、ヨルダン川西岸ではイスラエルの入植地への「パイプライニング」により部分的に適用されている。イスラエルによるパレスチナ自治区の占領は、現代における世界最長の軍事占領であると国際的に考えられている。イスラエルとパレスチナの紛争を解決するための努力は、最終的な和平合意には至っていないが、イスラエルはエジプトとヨルダンの両国と和平条約を締結している。
イスラエルは基本法の中で、自らをユダヤ人と民主主義の国家であり、ユダヤ人の国民国家であると定義している。国は、議会制、比例代表制、普通選挙を採用した自由民主主義国家である。首相は政府の長であり、クネセトは立法府である。2019年現在の人口は約900万人で、イスラエルは先進国であり、OECD加盟国である。名目GDPでは世界第29位の経済規模を持ち、現在紛争中の国の中では最も先進的な国である。中東で最も生活水準が高く、軍事訓練を受けた国民の割合、高等教育の学位を持つ国民の割合、GDP比の研究開発費、女性の安全性、平均寿命、革新性、幸福度などで世界の上位にランクインしている。ただし、相対貧困率はOECDで最も高く、ジニ係数も高い格差社会という課題もある。

## 国名
イスラエルという名称はヘブライ語で「神が支配する」「神と競う」「神が勝つ」などの意味をもつと解釈される。これは旧約聖書に登場するヤコブの改名後の名前であり、ヤコブは伝統的にはユダヤ人の祖先と考えられている。そのため、古代にユダヤ人が王国を築いた地域はイスラエルの地（エレツ・イスラエル）と呼ばれた。独立直前にはユダ（Judea）、エレツ・イスラエル、シオン（Zion）、新ユダ（NewJudea）なども国名候補として存在した。国名を「ユダ」とすると、宗教・民族上の「ユダヤ人」と国籍上の「ユダヤ人」の区別が難しくなること。「シオン」とすると、非ユダヤ人国民も「シオニスト」と呼ばれるようになることから、二つは候補から外されたという説がある。漢字表記は、以色列。

## 歴史

### 古代

イスラエル王国とユダ王国

古代にはこの地は肥沃な三日月地帯であり、カナンの地と呼ばれ、カナン人をはじめ様々な民族が住んでいた。ユダヤ人の祖先となるヘブライ人も移住してきたが、子孫たちはエジプトに移住しエジプト人の奴隷となっていった。長い期間を経てエジプトを脱出したヘブライ人（イスラエル人）はこの地を征服し、紀元前11世紀ごろにイスラエル王国が成立した。しかし紀元前930年ごろ、内乱のためイスラエル王国は南北に分裂した。北のイスラエル王国は紀元前722年にアッシリアに滅ぼされ、南のユダ王国は紀元前586年に新バビロニアに滅ぼされた。新バビロニアもペルシア帝国に滅ぼされ、その後、パレスチナの地はアレクサンダー大王の東方遠征により征服される。アレクサンダー大王の死後、マケドニアは分裂し、パレスチナはセレウコス朝（シリア王国）の支配下に入るが、マカバイ戦争を経てユダヤ人の王朝であるハスモン朝が成立する。紀元前1世紀にハスモン朝はローマ帝国の保護国となり、のちにローマ帝国の属州（ユダヤ属州）となる。西暦66年には独立を目指してユダヤ戦争（第1次ユダヤ戦争）が勃発するが、70年にローマ帝国により鎮圧された。132年にバル・コクバに率いられたバル・コクバの乱（第2次ユダヤ戦争）が起き、一時はユダヤ人による支配権を取り戻したが、135年に再びローマ帝国に鎮圧され、名称もシリア・パレスティナ属州に変わった。離散ユダヤ人（ディアスポラ）は早い時期から存在したが、この時に数多くのユダヤ人がディアスポラとなっていった。

### 中世

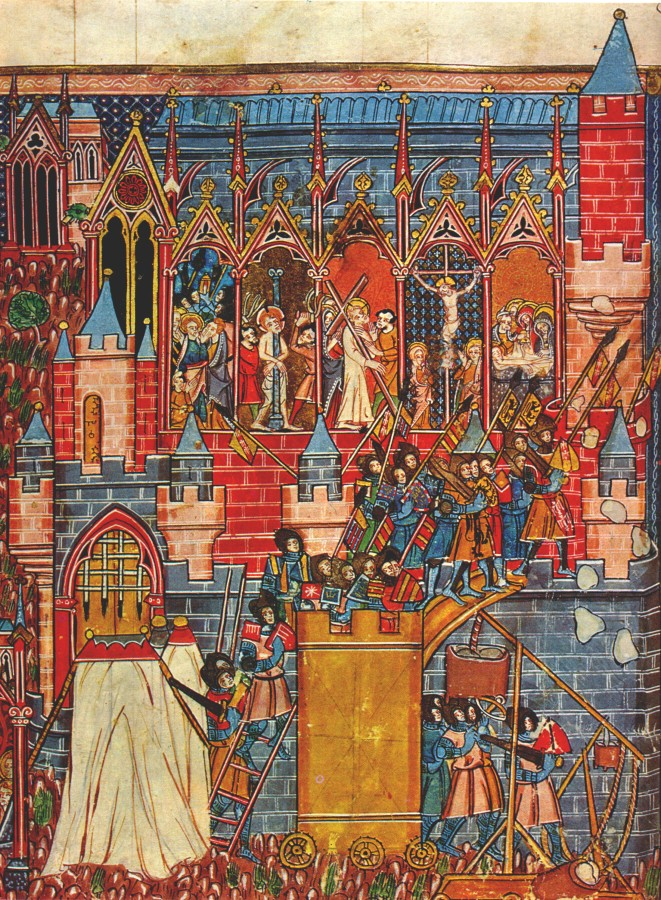
エルサレム攻囲戦(1099年)

636年に東ローマ帝国が正統カリフに敗北し、以後、第一次世界大戦におけるオスマン帝国の敗退までのほとんどをイスラム教国家の支配下に置かれることになる。1099年に第1回十字軍によりエルサレムが占領されキリスト教国であるエルサレム王国が成立した。しかし1187年、ヒッティーンの戦いでアイユーブ朝に破れエルサレムを再占領されると、1200年ごろにはエルサレム王国の支配地域は地中海沿いのみとなっていた。わずかな支配地域を維持していたエルサレム王国は、1291年にマムルーク朝により完全に滅亡した。1517年にはオスマン帝国がマムルーク朝を滅ぼしこの地方を支配した。

### シオニズムの興隆
1834年にセルビアに住むセファルディム系の宗教的指導者イェフダー・アルカライが小冊子を発行し、聖地での贖罪を前提とした帰還を唱えた。こうした宗教的意味合いの強い宗教的シオニズムとは別にモーゼス・ヘスは1862年、反ユダヤ主義への解決策としてユダヤ人の民族主義を復興し、ユダヤ人の国家を築くべきだと訴えた。これは世俗的（政治的）シオニズムと呼ばれる。
1882年に第一次アリヤー（ヘブライ語で「上がる」こと、シオン（エルサレム）への帰還の意）が始まる。東ヨーロッパから2万5000人から3万5000人のユダヤ人がオスマン帝国支配下のパレスチナに移住した。のちにシオニズム運動を主導していくテオドール・ヘルツルは同化主義者であったが、ユダヤ人が冤罪で逮捕されたドレフュス事件を新聞記者として取材し、ユダヤ人に対する差別に衝撃を受け民族主義者へと転じた。このころからシオニズムという言葉が現れるようになる。ヘルツルはオスマン帝国のスルタンアブデュルハミト2世を含む、各国の要人たちにユダヤ人国家設立を請願した。このころ、東欧やロシア帝国ではユダヤ人が虐殺されるポグロムが繰り返し発生していた。
1897年にはスイスのバーゼルで第1回シオニスト会議が開催され、世界シオニスト機構が設立された。1904年から始まった第二次アリヤーでは4万人ほどが移住し、1909年にはルーマニアからの移民がテルアビブを建設した。ヘルツルは「ユダヤ人国家」の候補地としては必ずしもパレスチナにこだわってはおらず、初期にはアルゼンチンやウガンダも挙がっていたが、「シオンなきシオニズム」はあり得ないとされ、パレスチナ以外の選択肢は存在しなくなった。
最も戒律を厳格に守る超正統派は、パレスチナ人の地域の領土を奪いイスラエルを建国した事に対し、イスラエルが聖書の「汝、殺すなかれ、盗むなかれ」に違反しているとして、「彼らは禁忌を犯した」という認識を持つ。「聖書の教えに反した行いは同胞といえど肯定できない」とし、「真のイスラエルは人ではなく我らの神が作る天の御国である。」、「メシア（救世主）が現れないと真のユダヤ国家は実現できない、しかし、まだメシアは現れていない、だから現在のイスラエル国家は偽物であり、認められない。」という立場をとっている。中でも「超正統派の中の超正統派」とされる団体ナートーレー＝カルターはイスラエル国内でパレスチナ解放運動と反シオニズム活動を行っており、正統派などの他のユダヤ系やイスラエル国民から批判を浴びる事もあるが、超正統派は「我々が仕えるのは神である」と反論している。
厳格なユダヤ教徒の一人であるヤコブ・ラプキン教授は、「寛大な古き良きユダヤ教徒の姿をシオニストは侮辱した」と批判している。

### ユダヤ民族基金と青い募金箱

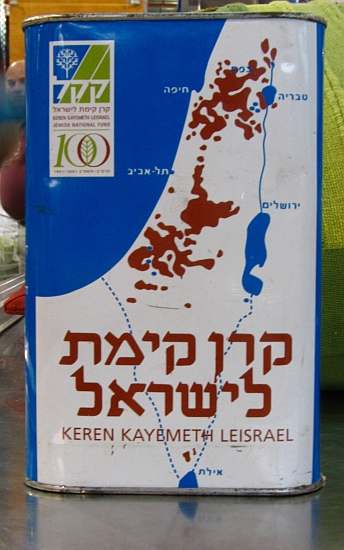
ユダヤ民族基金の青い募金箱

1901年に設立された非営利組織であるユダヤ民族基金は民間からの寄付金などでアラブ人からパレスチナの土地を買い取り、将来的な建国のための土地を確保することを目的に、リトアニア人のラビでルプレヒト・カール大学ハイデルベルクの数学者ヘルマン・シャピラの提言により設立された。1902年から1940年まで切手の発行で資金集めを行い、その他に青い金属製の募金箱を使った活動を行った。1909年にはテルアビブ建設の中心的役割を担った。また、植林活動を設立当初より積極的に展開したが、その目的は水資源の確保や防風などではなく、アラブ人から買い取った土地に松やヒノキといった木を植えることによって土地を使えないようにして難民化したアラブ人が将来的にその土地に戻ってきたとしてもそこに住めないようにすることであったとされる。

### イギリス委任統治領パレスチナ

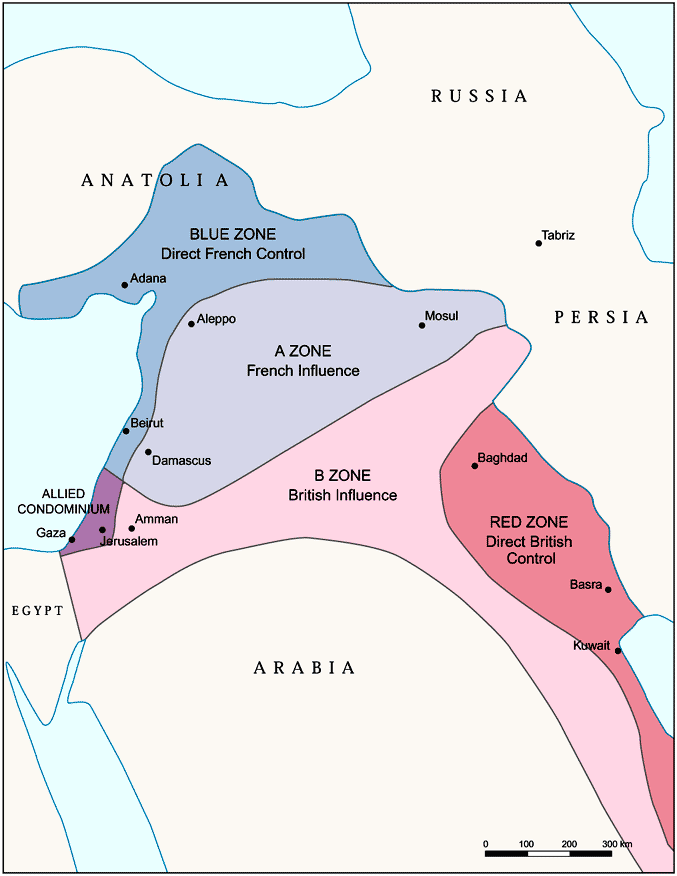
サイクス・ピコ協定により分割された中東

1914年、第一次世界大戦が勃発し、オスマン帝国はドイツ、オーストリア＝ハンガリー帝国の三国同盟側で参戦する。イギリスは戦争を有利に進めるため、「三枚舌外交」と呼ばれる数々の密約を結んだ。フランスやロシアとはサイクス・ピコ協定を結び、アラブ人とはフサイン＝マクマホン協定を結んだ。そしてユダヤ人に対してはバルフォア宣言を行った。これは1917年11月2日、英国外相バルフォアがユダヤ人の民族郷土建設について支持を表明したもので、ロスチャイルド卿に宛てた書簡に記されていたものである。
1918年10月30日、オスマン帝国は降伏し、イギリスの占領統治が始まった。1922年には国際連盟で定められた委任統治制度により、この地はイギリス委任統治領パレスチナとして運営されることとなった。施政を担当する初代高等弁務官にはユダヤ人のハーバート・サミュエルが就いた。この委任統治決議の文書には、バルフォア宣言を再確認する文言が含まれていた。アラブ人はバルフォア宣言の撤回を要求し続け、イギリスの提案する立法評議会への協力やアラブ機関の設立などを頑なに拒否した。その間にもユダヤ人は移民を進め、ユダヤ機関の設立、自警組織ハガナーの結成、ヘブライ大学の開校など、ユダヤ人国家建設に向けてパレスチナにおけるユダヤ人コミュニティー（イシューブ）を着実に大きくしていった。
1929年、嘆きの壁事件が発生した。アラブ人によるユダヤ人襲撃が行われ、133名のユダヤ人が殺害され339名が負傷した。アラブ人にも110名の死者が出たが、そのほとんどはイギリスの警察や軍によるものだった。この事件を受けイギリスは2つの調査委員会を派遣した。調査委員会はどちらも、事件の要因はユダヤ人移民のコミュニティーが大きくなり、アラブ人がそれに脅威を感じたこととし、ユダヤ人の移民と土地購入について再検討を勧告した。一時は勧告に従った白書が出るものの、ユダヤ側の反発に遭って撤回され、方針が変わることはなかった。
1936年、アラブ人によるユダヤ人襲撃とその報復が引き金となり、アラブ反乱が発生する。イギリスはピール委員会を派遣し、パレスチナの分割を提案した。ユダヤ側は国家創設の足がかりとしてこれを受け入れたが、アラブ側はこれを拒否した。調査委員会の活動が終わると、再びパレスチナ全土で反乱が起こり、1939年に収束するまでに、アラブ人に多数の死傷者と逮捕者を出した。
1939年5月に、イギリス政府の方針を大きく変えるマクドナルド白書が出される。この白書は移民および土地売買に関して制限を設けるものであった。アラブの主張に沿った方針であったが、アラブ人はイギリスをもはや信用せず拒絶し、当然ユダヤ人も拒否しイギリス政府に対する不信を強めることになった。ユダヤ人はアラブ反乱からさらなる防衛力の必要性を感じ、またイギリス政府の方針変更に武力で抵抗するため、ハガナーやイルグン、レヒといった武装組織を強化していった。
第二次世界大戦が始まり、ナチスのホロコーストがイシューブに伝わり、多くのユダヤ人を震撼させた。ユダヤ人にとってパレスチナへの避難は急を要したが、イギリスは移民制限を変えることはなかった。しかしながら、戦時中はユダヤ人の反英闘争は鳴りを潜め、義勇兵としてイギリス軍とともに戦った。戦争が終わるとイギリス政府はアメリカに共同調査委員会の設立を提案し、英米調査委員会が設立された。委員会は強制収容所にいる10万人のユダヤ人をパレスチナに移住させるようイギリス政府に勧告したが、イギリス政府はこの勧告を受け入れず移民制限を変更しなかった。これを受け、キング・デイヴィッド・ホテル爆破事件などユダヤ人過激派の反英闘争が激化することとなった。

### 建国と第一次中東戦争
ついにイギリスは委任統治を諦め、パレスチナ問題について国際連合の勧告に委ねることにした。国連の調査委員会では、ユダヤ人の国家とアラブ人の国家を創設する分割案と連邦制国家とする案が出たが、最終的に分割案が国連総会で採択された。イギリスは「1948年5月15日をもって委任統治を終了する」とした。イギリスは紛争への介入を止め、両陣営の相手に対する攻撃は活発となった。ベン・イェフダ通り爆破事件（死者ユダヤ人55名）とその報復で起こったレホヴォトの列車爆破事件（死者イギリス人28名）やデイル・ヤシーン事件（死者アラブ人100名以上）、ハダサー医療従事者虐殺事件（死者ユダヤ人70名以上）など、ユダヤ人・アラブ人双方による襲撃事件が多発した。
緊迫した状況であったが、ユダヤ人は1948年5月14日イスラエル独立宣言を行った。

第一次中東戦争

これに対しアラブ諸国は、パレスチナ人を支援するため軍隊を動員し、5月15日、パレスチナに侵攻、第一次中東戦争が勃発した。装備が整っていなかったイスラエル軍は苦戦を強いられるもののアラブ諸国の軍を食い止め、両陣営は5月29日の国連の停戦呼びかけに応じて6月11日から4週間の停戦に至った。イスラエルはこの期にハガナーを中心とした軍の再編成を行い、イスラエル国防軍を創設した。国連特使のフォルケ・ベルナドッテがパレスチナの問題解決のため新たな連邦案を提案したが、イスラエル・パレスチナ双方ともに受け入れることはなかった。彼は9月17日にイスラエルの過激派レヒによって暗殺された。イスラエルには非難が集まり、レヒとイルグンの解体につながった。1949年2月24日、イスラエルはエジプトと休戦協定を締結した。続いて、レバノンと3月23日、トランス・ヨルダンと4月3日、シリアとは7月20日にそれぞれ休戦協定を結び、第一次中東戦争は終結した。イスラエルの兵力は開戦当初3万人ほどであったが、終戦時には11万人近くになっていた。また、戦争前の内戦状態から戦時中にかけ数十万人ものパレスチナ難民が発生することとなった。こうした難民が放棄していった財産は、1950年の不在者財産没収法により、イスラエルに没収された。エジプトはガザ地区に軍隊を駐留させ、ヨルダンは1950年にヨルダン川西岸地区を領土に編入した。
イスラエルは1949年5月11日に国際連合の加盟を承認された。

### 第二、第三次中東戦争
1956年10月29日、エジプトのナセル大統領のスエズ運河国有化宣言に対応して、英・仏・イスラエル連合軍がスエズ運河に侵攻し、第二次中東戦争が勃発した。エジプトの敗北は目前と思われたが、この侵攻はアメリカとソビエト連邦という超大国たちの猛烈な反発を招き、結局11月8日に停戦した。
1960年5月11日、イスラエル諜報特務庁（モサド）はナチスのホロコーストに関与したアドルフ・アイヒマンの身柄を確保した。裁判はメディアによって大々的に報道された。1961年12月15日、アイヒマンに死刑が宣告され、翌年5月31日に刑が執行された。

第三次中東戦争にて占領した地域

1967年5月、エジプトはティラン海峡を封鎖した。これに対しイスラエルは6月5日に奇襲攻撃を仕掛け、エジプト軍航空機のほとんどを離陸前に破壊した。エジプトからシナイ半島とガザ地区を、同戦争に参戦したシリアからゴラン高原を、ヨルダンからエルサレム旧市街を含む東エルサレムとヨルダン川西岸を奪い取り、その領土は戦前の3.5倍にもなった。6月10日、この第三次中東戦争はわずか6日間でイスラエルの圧倒的勝利に終わった。1967年11月22日、国際連合安全保障理事会は、イスラエルが占領した領地からの撤退を求める内容を含んだ国連安保理決議242号を全会一致で採択した。この決議は中東和平の基本的枠組みとなっていくが、条文が曖昧といった問題をはらんでいた。イスラエルはこの決議に対し、「すべての」占領地域から撤退するとは書かれていないと主張した。
1950年代の終わりごろ、パレスチナ側ではヤーセル・アラファート率いるファタハが結成された。またアラブ諸国主導でパレスチナ解放機構（PLO）が設立された。当初PLOは過激な武装闘争グループではなかったが、アラファートがトップに立つと、その性格を過激なものに変えていった。PLOはヨルダンを活動拠点としていたが、次第に関係が悪化し1970年9月17日ヨルダン軍はPLOを攻撃、内戦状態となった。これは「黒い九月事件」と呼ばれ、過激派組織「黒い九月」はここから名称をとっている。黒い九月は1972年9月5日に、ミュンヘンオリンピック事件を引き起こしている。
ミュンヘンオリンピック事件後の1972年9月16日、イスラエル軍は空・陸からレバノン領に侵攻。レバノン南部にあるアラブ・ゲリラの基地、拠点群を攻撃後、短期間でイスラエル領内へ引き揚げている。

### 第四次中東戦争からインティファーダ
1973年10月6日、エジプトとシリアはイスラエルを奇襲し、第四次中東戦争が始まった。開戦当初、エジプトとシリアは不意を突き、イスラエルに大きな損害を与えたが、その後の反攻でイスラエルは前線を押し戻した。10月22日には停戦を要求する国連安保理決議338号が採択され、戦争は終結に向かった。イスラエル国内では先制されたことに対し軍と政府に批判が集まり、首相ゴルダ・メイアが辞任することになった。

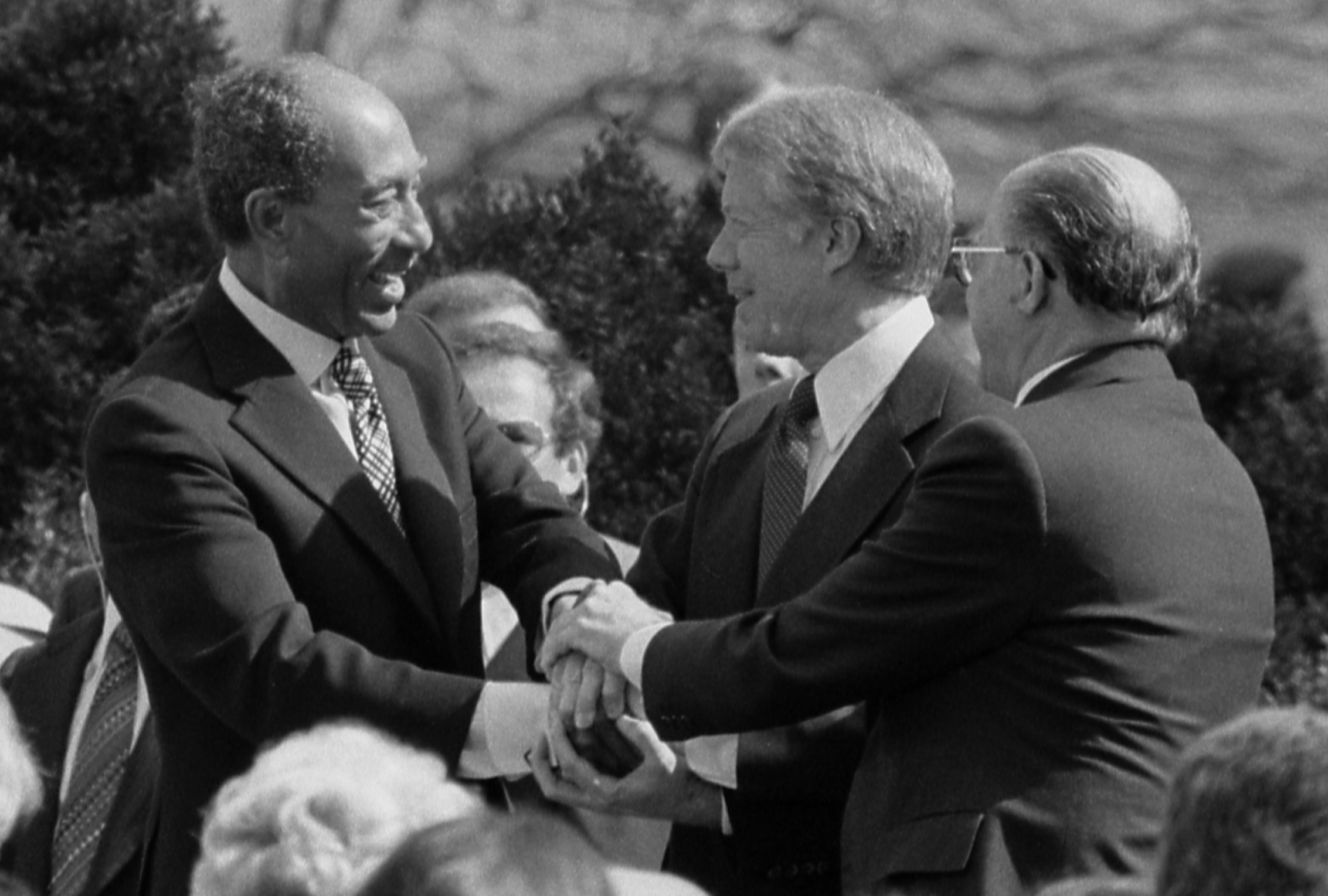
エジプトのサダト大統領とイスラエルのベギン首相

エジプトのサダト大統領は、アラブの大統領として初めてイスラエルを訪問し、1977年11月20日、イスラエルの国会であるクネセトで演説を行った。
1978年9月5日から、米国メリーランド州キャンプ・デービッドにおいて、カーター米国大統領、エジプトのサダト大統領、イスラエルのベギン首相の三者会談が開かれ、キャンプ・デービッド合意が成立した。イスラエルの占領地からの撤退とパレスチナ人の自決権についての合意であり、サダトとベギンは平和貢献を認められ1978年のノーベル平和賞を共同受賞している。1979年3月にエジプト・イスラエル平和条約が締結された。当事者であるパレスチナ人は「合意内容はイスラエルの主張寄りであり、パレスチナ人のためのものではなく、エジプトとイスラエルのための合意である」と合意に反対した。1981年10月6日、サダトはイスラム過激派により暗殺された。
1981年6月、イスラエルはイラクの核兵器開発を阻止すべく、イラクの原子炉を攻撃した（イラク原子炉爆撃事件）。
1978年3月と1982年6月の2度にかけて、イスラエルはレバノンの首都ベイルートに本部を移したPLOを駆逐し、内戦中であったレバノンの少数派キリスト教徒保護と親イスラエル政権の樹立を目指し、レバノン侵攻を開始した。シャロン国防相に率いられたイスラエル軍とレバノンの同盟勢力ファランヘ党は、PLOをベイルートから追放し、ファランヘ党のバシール・ジュマイエルがレバノンの大統領に選出された。しかしジュマイエルは就任直前に暗殺され、ファランヘ党員は報復のためサブラ・シャティーラ難民キャンプに侵入し、数百人とも3,000人ともいわれる非武装の難民を虐殺した（サブラー・シャティーラ事件）。アリエル・シャロン国防相は「殺害を傍観した不作為の罪」を問われ、国防相を辞任した。
1987年12月、イスラエル軍の車両が、アラブ人の労働者を乗せた2台の車と衝突して4人が死亡したことをきっかけに、民衆蜂起（インティファーダ）が起こった。民衆はバリケードを築き、投石を行い、火炎瓶を投げた。イスラエル当局はこれを鎮圧し、死傷者も出たが、インティファーダは全占領地に広がった。インティファーダには大人だけでなく子どもも参加した。武装した兵士に立ち向かう少年の映像が報道され、国際的な非難がイスラエルに集まった。国連安保理は1987年12月22日、イスラエルを非難する決議を採択した。1988年7月、ヨルダンはヨルダン川西岸地区の主権を放棄し、それに伴い1988年11月、PLOはエルサレムを首都とするパレスチナ国の樹立を宣言した。
1991年、湾岸戦争が勃発し、イラクによるスカッドミサイルの攻撃を受けたが、イスラエルの報復攻撃は行われなかった。

### オスロ合意から現在

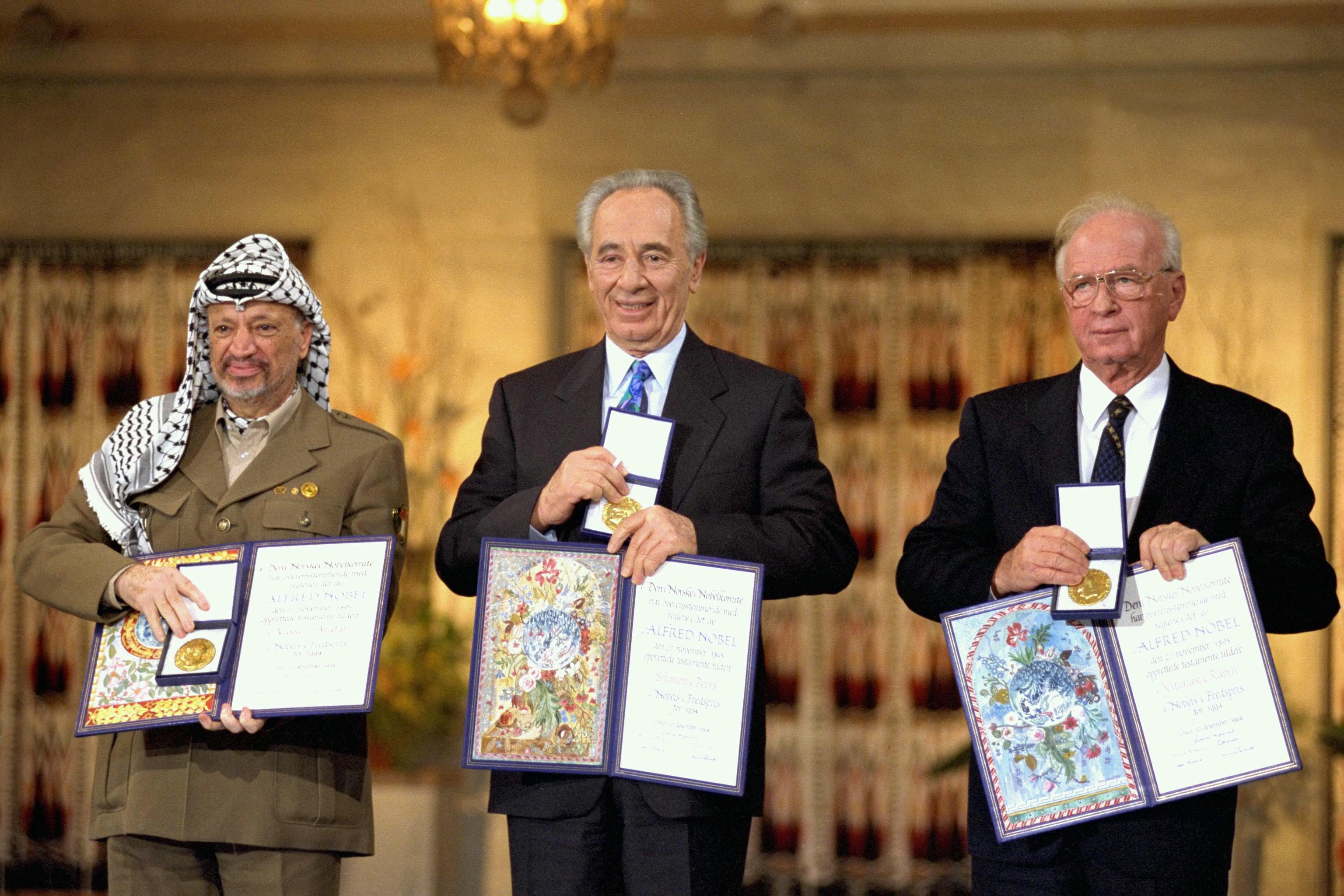
左からヤーセル・アラファート、シモン・ペレス、イツハク・ラビン（1994年のノーベル平和賞受賞時）

1992年、米ソ共催によるマドリード中東和平国際会議が開かれた。同年、パレスチナとの和平交渉に前向きな姿勢を見せるイツハク・ラビンが首相に選出された。また、ノルウェーの仲介によりパレスチナとの交渉が進められ、1993年9月13日にオスロ合意が成された。PLOはイスラエルを国家として承認し、イスラエルもまたPLOをパレスチナ人の代表として認め、パレスチナ人の暫定的な自治を認めるものだった。この功績からヤーセル・アラファート、イツハク・ラビンと外務大臣のシモン・ペレスはノーベル平和賞を共同受賞している。しかし、イスラエル・アラブ双方の過激派はこれを認めなかった。イスラエル人のバールーフ・ゴールドシュテインがヘブロン事件を起こし29人を殺害すると、報復にハマースが自爆テロを何度となく繰り返し起こした。このような状況下であったが、ラビンはさらなる和平に向けてオスロIIに向けて邁進し、1995年9月、調印を行った。オスロIIはイスラエル国内の批判も大きく、野党からはラビンを売国奴と罵る者もいた。1995年11月4日、平和集会に参加していたラビンはユダヤ人学生に射殺された。
その後も、自爆テロを含むテロ行為が、ハマースなどによって絶え間なく引き起こされた。2000年9月にはアリエル・シャロンのエルサレム、アル＝アクサー・モスク（神殿の丘）訪問をきっかけにアル・アクサ・インティファーダ（第2次インティファーダ）が起こった。
2002年に、テロリストの侵入を阻むため、分離壁の建設を開始した。
2006年7月12日、ヒズボラの攻撃に対し、報復として拠点を破壊すべくレバノンに侵攻した。2008年12月27日、ハマース掃討のためガザ地区に大規模な空爆を実行、翌年1月には地上からの侵攻も開始した。この攻撃で民間人にも犠牲者が出た。
2016年12月23日、国連安保理でイスラエルのパレスチナ占領地への入植活動を「法的な正当性がなく国際法に違反する」とし「東エルサレムを含む占領地でのすべての入植活動を迅速かつ完全に中止するよう求める」決議が採択され、賛成14票、反対1票で可決された。同様の決議に対ししばしば拒否権を行使していたバラク・オバマ政権下のアメリカは今回は棄権した。この決議の後にネタニヤフ首相は、賛成した10か国の大使を呼び出して直接注意し、外務省に対して、（賛成した14か国のうちイスラエルと外交関係にある）12か国（日本、イギリス、フランス、ロシア連邦、中国、ウクライナ、アンゴラ、エジプト、ウルグアイ、スペイン、セネガル、ニュージーランド）との外交関係を制限するように命じた。
イスラエル建国70周年を迎えた2018年5月14日、ドナルド・トランプ政権下のアメリカは在イスラエル大使館をテルアビブからエルサレムに移転した。これを受け、パレスチナとイスラエルとの軍事衝突が一時的に拡大した。アメリカ大使館の移転に続いて、グアテマラとパラグアイも大使館をエルサレムに移転した。
2018年7月19日、クネセトは、イスラエルを「ユダヤ人の国家」と定義する法案の採決を行い、これを採択した。この「ユダヤ人国家法」はエルサレムを「統一された首都」と位置づけ、公用語はヘブライ語のみとしてアラビア語を除外した。このためアラブ系議員らは抗議し、賛成62人、反対55人だった。

### 2023年の戦闘
2023年10月7日、パレスチナのガザ地区を支配するイスラム組織ハマスがイスラエルに数千発のロケット弾を撃ち込み、戦闘員を侵入させた。同日、イスラエルのベンヤミン・ネタニヤフ首相は「我々は戦争状態にある」とする声明を出し、イスラエル軍も報復作戦を開始した。また、イスラエルは11日に「戦時内閣」を発足させた。この戦争で、14日までにガザ地区で2215人、イスラエル側で少なくとも1300人が死亡した。イスラエルにこれほどの被害が出たのは第4次中東戦争以来だと報じられた。

### 2024年の戦闘
2024年、イスラエルはレバノンおよびシリアに侵攻した。

### 2025年の戦闘
2025年6月、イスラエルはイランを軍事攻撃した。

## 政治
イスラエルの政治は行政、司法、立法と国家元首である大統領からなる。議会制民主主義を採用し、行政府（政府）は、立法府（クネセト）の信任を受け、司法府（裁判所）は法により完全なる独立を保証されている。イスラエルは非成典憲法であり、国家の政治制度を規定した各基本法は通常の法律と同等に改正することができる。選挙権は18歳以上に与えられ、被選挙権は21歳以上に与えられる。選挙投票日は休日となり、入院中の人間や受刑者にも投票権が与えられる。投票率は通常8割から9割程度である。
イスラエルは建国宣言で「ユダヤ人の国家（JewishState）」と規定されており、ユダヤ人の定義は、『帰還法』（1970年改正）により、「ユダヤ教徒もしくはユダヤ人の母親から生まれたもの」と定義している。同時にアラブ人の市民権なども認めており、ユダヤ人「のみ」の国家というわけではない。ユダヤ教の教義に基づく安息日の労働を禁ずる法が存在し、教育に関する法ではユダヤ教文化を重視することが盛り込まれている。1990年代に『基本法：人間の尊厳と自由』と『基本法：職業の自由』が制定された。また、1995年に最高裁が基本法は一般の法に優越するとの判断を下し、この時期を「憲法革命」と呼ぶ。

### 大統領
イスラエルの大統領の任務は象徴的・儀礼的な性格が強く、新国会の開会式の開会宣言、外国大使の信任状受理、クネセトの採択した法ないしは批准した条約の署名、当該機関の推薦するイスラエルの大使、裁判官、イスラエル銀行総裁の任命などである。大統領はクネセトの投票で決定され、任期は当初5年であったが、1999年の法改正により、7年に延長された代わりに再選は禁止されるようになった。

### 立法

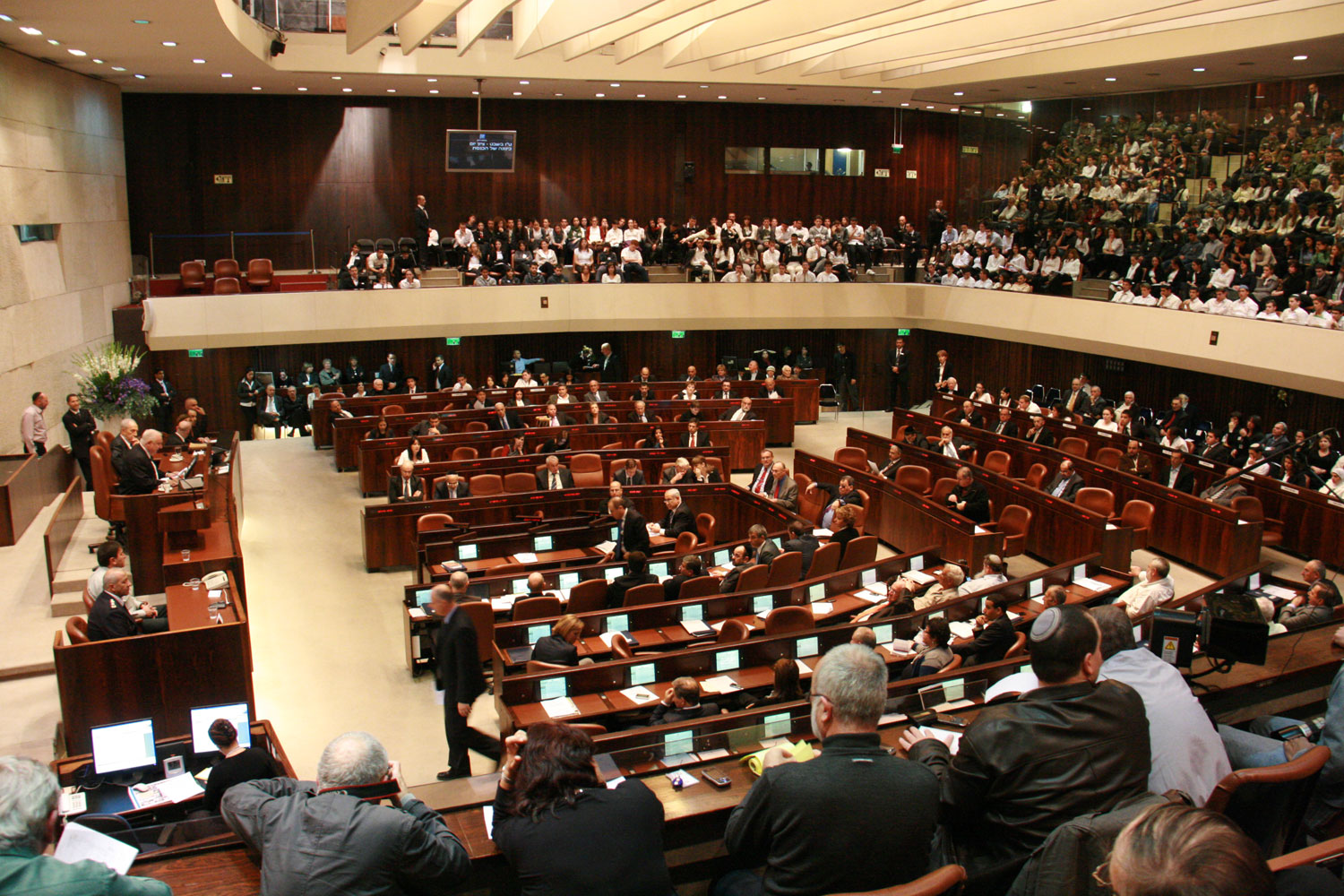
クネセト

イスラエルの国会であるクネセトは一院制。議員定数は120名で、政党名簿比例代表（拘束名簿式）により選出される。その名称と定数は紀元前5世紀にエズラとネヘミヤによってエルサレムに招集されたユダヤの代表機関、クネセット・ハグドラ（大議会）に由来する。
イスラエルの政府は、伝統的に複数の政党による連立政権により運営されてきた。これは完全な比例代表制をとり、最低得票率も低いため、多数の政党が存在するためである。
左派である労働党は1973年の選挙までは第一党であり、120議席のうち50議席程度を占めていた。1977年の選挙で右派のリクードが第一党となり、その後も労働党とリクードによる二大政党時代が続いた。しかし少数政党が乱立するようになり、2006年には中道のカディマが29議席という議席数ながらも第一党となり、労働党などと左派中道連立政権が発足した。2009年、2013年の選挙ではリクードを中心とした政権が発足している。

### 行政

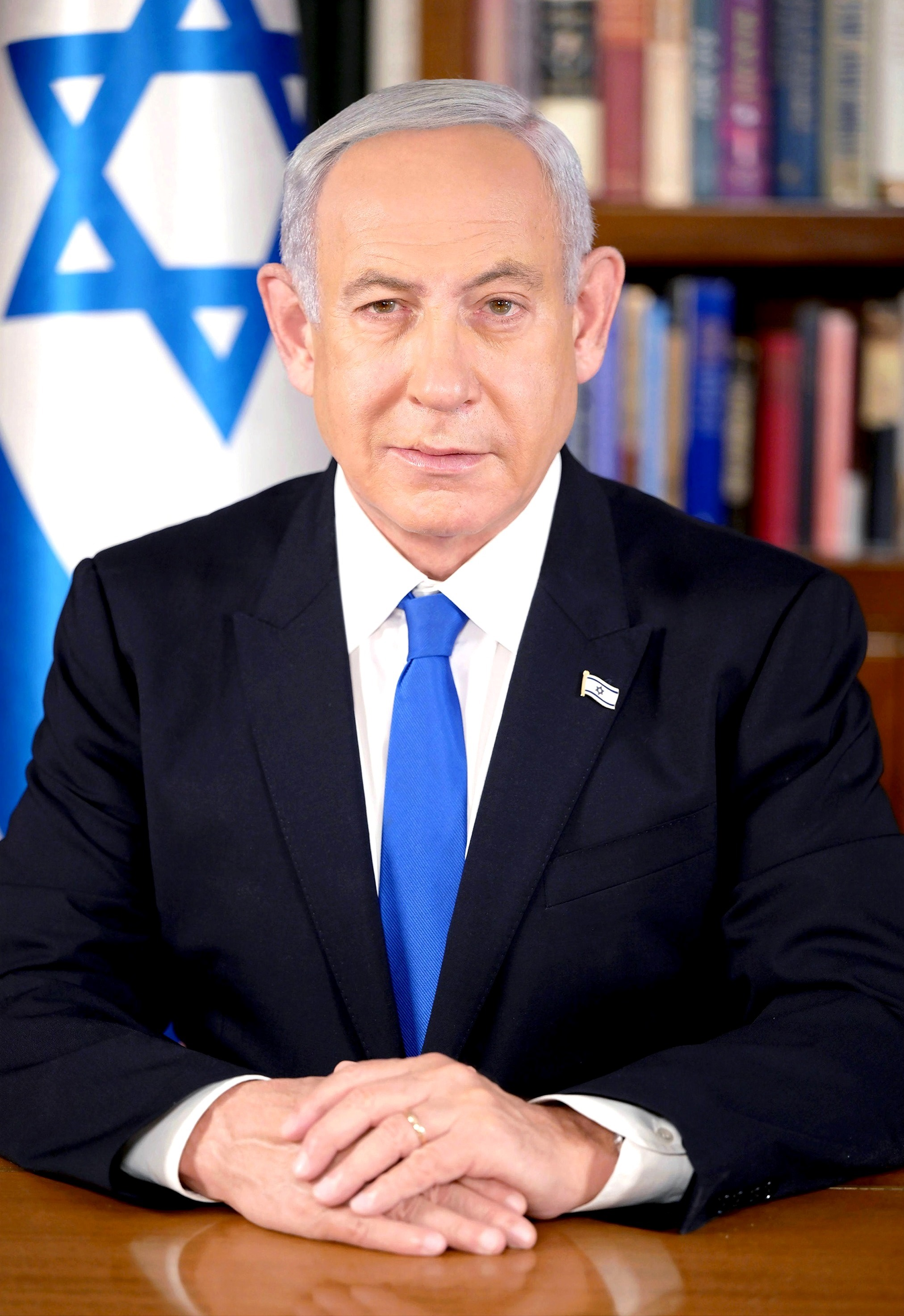
ネタニヤフ首相

国家の最高行政機関である政府は、国家の安全保障を含む内外の諸問題を担当し、クネセトに対して責任を有し、その信任を受けねばならない。政府の政策決定権には極めて幅がある。法により他の機関に委任されていない問題について、行動をとる権利を認められている。首相は日本と同様、議会で選出されているが、1996年から2001年までは首相公選制を採用し首相選挙を行っていた。
現在のイスラエルがある地域には古代から人類が居住し多数の遺跡が残されておいるため保全や調査を統括する省庁として「考古学庁」が設置されている。

### 司法

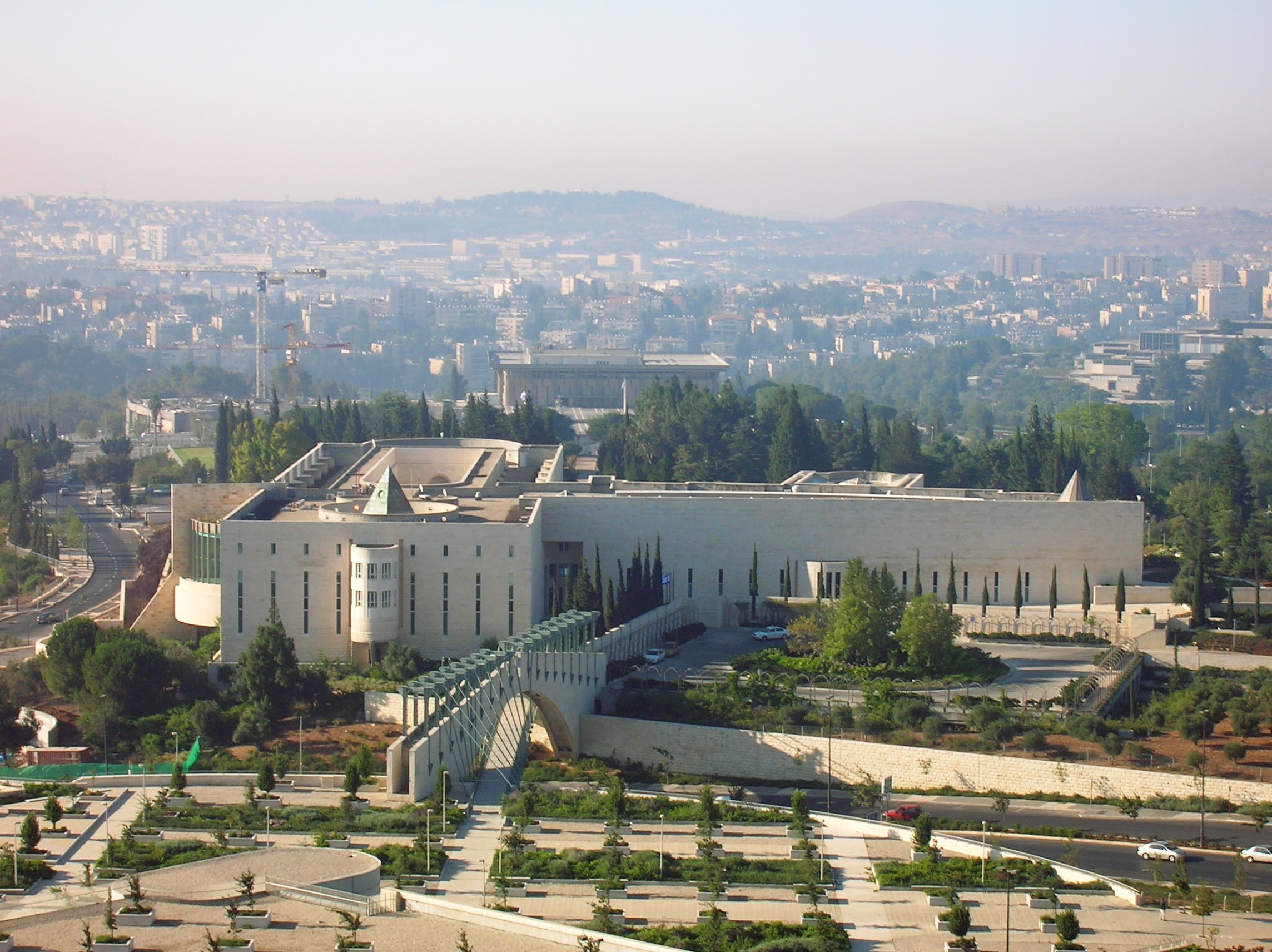
最高裁判所

司法の独立は法により完全に保証されている。最高裁判事3名、弁護士協会メンバー、政官界者（閣僚、国会議員など）で構成される指名委員会があり、判事はこの委員会の推薦により大統領が任命する。判事の任期は無期（70歳定年）。最高裁判所、地方裁判所、治安判事裁判所、そして宗教裁判所が存在し、結婚および離婚に関する裁判は各宗教の宗教裁判所が扱っている。
死刑は戦時の反逆罪および敵性行為に対する法律と、ナチスおよびその協力者を処罰する法律においてのみ存在する。なお、死刑判決は軍法会議においても下すことが可能である。アドルフ・アイヒマンとジョン・デミャニュクに死刑判決が下されたが、後者は後に無罪となっている。
また、テロ対策のために、裁判も起訴状も、時には説明すらなく、国家にとって危険だと見なされた人物を逮捕・拘束できる行政拘束（予防拘禁）という制度を持ち、治安立法も数多く制定されている。
占領地のヨルダン川西岸地区（イスラエル側の呼称は「ユダヤ・サマリア地区」）では、パレスチナ自治政府が実効支配する地域を除き、非ユダヤ人はイスラエル国防軍の占領統治下にある。占領地の非ユダヤ人はイスラエル国防軍軍律で統制されており、軍事裁判所は占領地の非ユダヤ人のみを対象としている。一方、占領地のユダヤ人は通常の民事裁判所の対象となるため、占領民と被占領民に対して、異なる司法が適用されていることになる。
軍事裁判所では、未成年でも12歳から起訴できると定めている。国連児童基金によれば、世界でもこうした例は他にないという。2016年現在、イスラエルは約450人の未成年パレスチナ人の身柄を拘束しており、うち100人ほどが16歳未満とされる。また、パレスチナ側の報告によると、5歳の子どもが拘束された例もあり、セーブ・ザ・チルドレンは、拘束された子どもの81%が肉体的暴力を振るわれ、47%が弁護士接見を拒否されるなど、国際法に反した虐待が日常的に行われていると報告した。
2023年にはベンヤミン・ネタニヤフ政権が裁判所の権限を縮小する司法改革に取り組み、同年7月24日には最高裁判所が合理性がないと判断した政府の行為を無効にすることが不可能となる合理性法案が国会において賛成64、反対0票で可決された（野党は採決をボイコット）。この改革には国内から反対の声が上がり、アメリカ合衆国のジョー・バイデン大統領が懸念を示すなど大きな波紋を広げた。2024年1月1日に最高裁判所はこの司法改革を無効とする判断を下した。

## 国際関係
長年自民族の国家を持たなかったことにより、幾度もポグロムなどの迫害を受け、ついには600万人のユダヤ人が殺されたホロコーストに至った教訓から、イスラエルは「全世界に同情されながら滅亡するよりも、全世界を敵に回して戦ってでも生き残る」ということを国是にしているとされる。

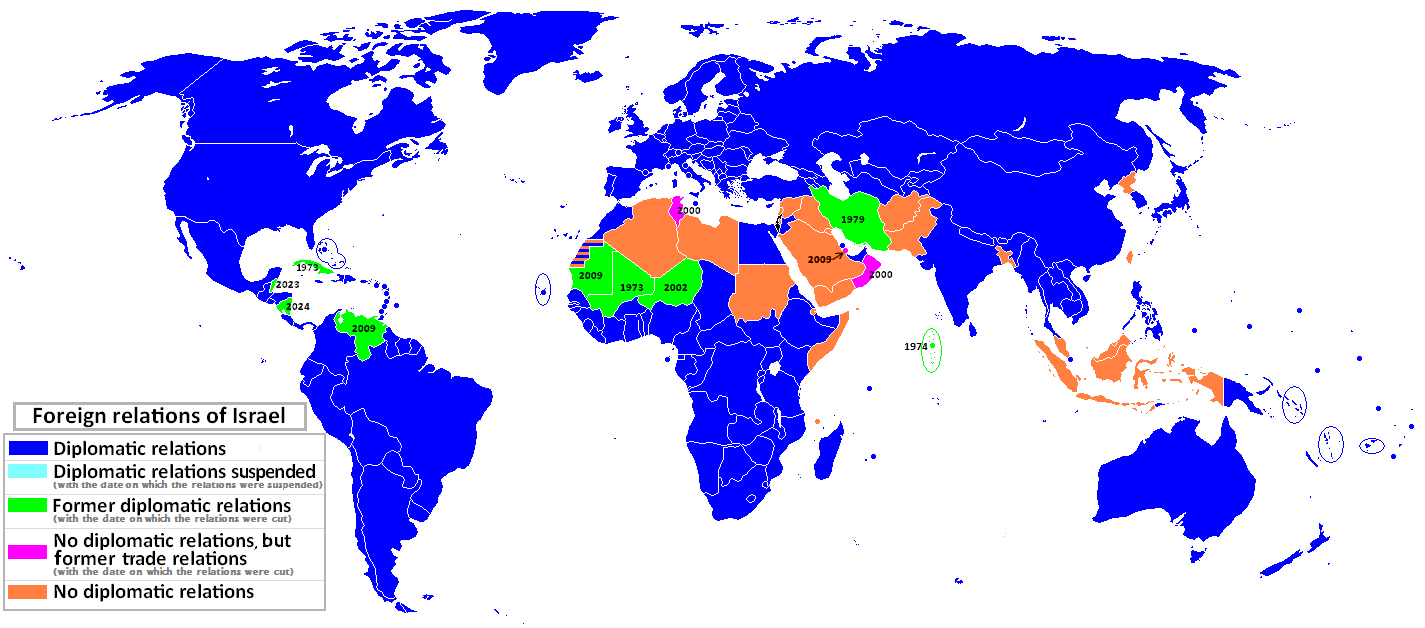
外交関係を有している国
外交関係が未決の国
過去に外交関係を有していたが、現在は有していない国
外交関係を有していないが、過去に貿易関係を有していた国
外交関係を有していない国

イスラエルは建国直後の1949年に国際連合へ加盟している。2011年時点で、イスラエルは157の国連加盟国と外交関係を有している。残りの国連加盟35か国のうち、サウジアラビアやシリアなどのイスラム圏を中心とする24か国はパレスチナ問題を理由として建国以来一度もイスラエルを国家承認していない。また、イランやキューバなどの9か国は一時期イスラエルと外交関係を有していたが、2011年までに関係が断絶している。イスラエルと国交のない33か国はいずれもパレスチナ国を国家承認している。
欧米諸国とは欧州連合の研究機関への参加など、良好な関係を保っている。フランスは第三次中東戦争までは最大の兵器供給国であり、核開発の協力もなされていた。ドイツとはホロコーストの記憶もあり外交関係は冷え切っていたが、ドイツの補償金と軍事支援を受け入れ、当時の西ドイツと1965年に国交を樹立している。ただし、補償金の受け取りについては反対派がデモを起こし、国会を襲撃するなど受け取りの是非について激しい論争を呼んだ。その他にも欧米諸国に対しては、ホロコーストを始めとした過去の反ユダヤ主義への同情を利用した外交や事業といったものも行われているが、これについてはノーマン・フィンケルスタインらは「ホロコースト産業」と批判している。
1995年には北大西洋条約機構（NATO）のパートナー諸国である「地中海対話（Mediterranean Dialogue）」の加盟国となっている。また2010年には経済協力開発機構（OECD）にも加盟している。欧州連合の研究・技術開発フレームワーク・プログラムにも参加しており、欧州原子核研究機構（CERN）には1991年からオブザーバー国として参加していたが、2014年に正式にメンバー国となった。欧州分子生物学機構（EMBO）および欧州分子生物学研究所（EMBL）のメンバー国でもある。
イスラエルは元来、アメリカ合衆国との関係を最重要視してきたが、イラク戦争後から「世界の警察官」としてのアメリカ合衆国の国際的影響力に陰りが出てきたと判断して、日本、中華人民共和国、インド、フランスなど多方面の外交に乗り出し、中華人民共和国の主導する上海協力機構（SCO）にも参加を申請している。

### 中東外交
近隣諸国とは建国直後から何度か戦争状態となり敵対関係だったが、1979年にエジプトと、1994年にヨルダンと平和条約を結んでいる。一方で、近年では反イラン国家も多いアラブ諸国との関係改善を図る動きが急速に進み2018年10月26日にはオマーンを首相が公式訪問。また2020年8月13日にはアラブ首長国連邦と、9月11日にはバーレーンと、10月23日にはスーダンが国交正常化に合意している。（アブラハム合意）また、12月10日にはモロッコと国交正常化で合意した（イスラエルとモロッコの国交正常化）。またイスラエル機でのアラブ首長国連邦との往復にサウジアラビアの上空通過を許すなど、サウジアラビアとの関係改善も急激に進んでいる。
イスラエルが「脅威」としてあげる中東諸国ではイランがある。イランとは核兵器開発問題、ヒズボラおよびハマースを支援している国家として強い警戒を示し、国連事務総長にイランの国連除名を要求したこともある。また、イラン大統領のマフムード・アフマディーネジャードは、ホロコーストを認めない発言をするなどイスラエルに強硬な姿勢を示していた。ただし、2009年には外相のアヴィグドール・リーベルマンは、パキスタンおよびアフガニスタンをイランよりも戦略的脅威と見ているとの発言を行った。アフガニスタンではガザ侵攻の際、「イスラエルに死を」という声を上げ、イスラエルとの戦闘を望む多くの若者が集まった。
シリアとレバノンも紛争当事国であり、関係修復には至っていない。2006年、レバノン首相のフアード・シニオラはレバノン侵攻を受けて「イスラエルとの国交樹立はありえない」と発言した。またシリア内戦時にはヒズボラへの武器輸送や、シリアにおけるイランの伸長を阻むためイスラエルはシリアに空爆を行っている一方で、イスラム過激派の影響力拡大や混乱の波及を警戒し、アサド政権崩壊を企図した本格的な介入は行っていない。
2023年10月7日、ハマース（パレスチナ）に対し、宣戦布告を行った。

#### 米以関係
アメリカ合衆国は建国当初から最大の「盟友」であり、「特別な関係」とも言われる。アメリカはイスラエルを「中東における最も信頼できるパートナー」と評し、国家承認も建国と同日に行っている。エジプト・イスラエル平和条約をはじめ和平仲介も行っている。毎年30億ドル以上の対外軍事援助を行い、合同軍事演習も実施している。またイスラエルの最大の貿易相手国でもある。
イスラエルの経済発展においてアメリカの経済支援が果たした役目は大きく、2008年以降経済援助は行われておらず軍事援助のみとなっているが、それでもなおアメリカの2012年の国別対外援助費では2番目に大きい。軍事援助は対エジプト平和条約締結後の1981年以降全額無償援助となり、1985年以降は毎年経済援助12億ドル、軍事援助18億ドルであった。1999年より経済援助は毎年1.2億ドルずつ減額され10年間でゼロにすることとされたが、その半額は軍事援助の増額分として振り分けられた。
国連でイスラエルへの非難決議が提出されると、アメリカが拒否権を発動させることが''恒例''となっており、採択はほとんど成立しない。バラク・オバマ政権末期の2016年12月23日にはアメリカが棄権し、決議成立を容認するという異例の対応に出られたが、次期大統領に選出されたドナルド・トランプに働きかけ、提案者であるエジプトに撤回させた。また、アメリカは、イスラエルから中華人民共和国への軍事技術提供問題やヴェラ・インシデントなどのイスラエルの核兵器開発問題に対しては、見てみぬふりをしていると言われることもある。
このようなアメリカの親イスラエル政策の背景には在米ユダヤ人のロビー活動がある。在米ユダヤ人は540万人ほどでアメリカの総人口の2%以下であるが投票率が高く、結束力も強いため選挙に無視できない影響を与えている。またニューヨーク州などの都市部や政治中枢に近い地域ではユダヤ人比率が高く、アメリカ合衆国大統領選挙においては重要な意味を持つ。このように在米ユダヤ人は政治に対し強い影響を持ち、さらにクリスチャン・シオニストたちがそれを後押ししている。在米ユダヤ人は、政治に対し強い影響力を持つことが、ユダヤ陰謀論と結びつけられ反ユダヤ主義につながっていくことに対し、強い警戒を持っている。
また、アメリカ大統領のドナルド・トランプは2017年12月に「エルサレムをイスラエルの首都と公式に認める時がきた」と発言したり、ゴラン高原のイスラエルの主権を認める宣言に署名したりするなど、さらにイスラエルとの友好関係を築く姿勢を見せている。

#### 南アフリカ共和国との関係
イスラエル建国当初、南アフリカとは緊密な同盟関係にあった。アパルトヘイト体制の基礎を築いたダニエル・フランソワ・マランは、英連邦諸国からイスラエルを表敬訪問した最初の首相だった。一方、1950年代から1960年代にかけて、イスラエルは南アフリカのアパルトヘイト体制を公然と批判するようになった。 
しかし、第三次中東戦争の直前に、エジプトがチラン海峡を封鎖していたのを破る目的で、南アはイスラエルに海軍艦艇を提供した。このころから双方向の貿易関係が急速に進展した。イスラエルは化学製品や電気機器などを輸出、南アは鉱産資源を輸出したが、特筆に値するものは鉄、石炭、ダイヤモンドの3つであった。イスラエルは、ダイヤモンド産業を政府主導で基幹産業へと発展させてきた。イスラエルは加工貿易が盛んで、2012年現在、研磨ダイヤモンドの輸出額は、イスラエルの総輸出額のうち約4分の1を占めている。
資本の交流も盛んであった。イスラエルは1978年に南アへの直接投資限度額を引き上げ、2年後には投資額が本当に増えた。このころに特別の協定が結ばれ、南アの市民はドル建てでイスラエル債権を買えるという金融史上初の特権を得た。イスラエルは南アのシオニストから長年にわたる援助を受けていた。1962-1967年を除いて、この援助は資本流出を防ぐ措置としての規制を免れている。
しかし、アパルトヘイトが廃止され、アフリカ民族会議（ANC）率いる新政権発足後の1995年に南アフリカはパレスチナ国を国家承認、ノーベル平和賞を受賞したデズモンド・ツツら反アパルトヘイト活動家はパレスチナへの行為をアパルトヘイトであると非難し、イスラエルとの関係は弱まりつつある。2019年には大使館を連絡事務所に降格した。

#### 兵器の輸出
かつて第一の輸出先は南アフリカであり、第二は軍事政権下のアルゼンチンであった。同国首都ブエノスアイレスのイスラエル大使館が、ラテンアメリカで兵器を販売する企業を20社超にわたりマネジメントした。イスラエルは、ブラジル、キューバ、ニカラグアを除くラテンアメリカ諸国のほとんどに兵器を供給した。
トルコも主要な輸出先であり、近隣のイスラム諸国の中では珍しく友好な関係を築いてきた。しかしガザ侵攻においてトルコのパレスチナ支援団体と武力衝突が発生し、トルコ人活動家が9名死亡、外交関係は冷え切っていた。しかし2013年にはイスラエルからの謝罪が行われ、両者の関係は修復したと見られている。
インドおよび中華人民共和国にもイスラエルは兵器輸出または軍事技術の提供を行っている。国際世論調査でもインドはアメリカよりもイスラエルに好意的であり、中華人民共和国では国際的な非難のあったガザ侵攻について理解を示す報道がなされている。

#### 移民
ソビエト連邦はアメリカに次いで2番目（建国から2日後）にイスラエルを国家承認した国である。1967年の第三次中東戦争でソ連とイスラエルは国交を断絶となったが、1991年に国交を回復した。ソビエト連邦が崩壊すると、1990年代の10年間ほどで80万人以上が旧ソ連からイスラエルに移住している。ロシア系移民は独自のコミュニティーを形成し、クネセトに議員も送り込んでいる。街ではロシア語表記が見かけられるだけでなく、ロシア語が通用することさえある。
エチオピアにはベタ・イスラエルと呼ばれるユダヤ人が住んでおり、ソマリア内戦中の1991年にはソロモン作戦と呼ばれるイスラエルへの移民も行われている。

#### 日本との関係
第二次世界大戦で敗戦国となった日本は、1952年4月28日の日本国との平和条約（サンフランシスコ条約）発効により、外交権を含む主権を回復した。その直後の同年5月15日に、日本はイスラエルを承認した。
2006年、持続的な経済発展を通じてイスラエル・ヨルダン・パレスチナ自治政府間の協力・信頼関係を築き、ひいてはパレスチナの平和を形成するという「平和と繁栄の回廊」構想を提案している。2008年には4者協議が東京で開催されている。2008年以降4者協議は開催されていなかったが、2013年に再開した。2014年5月には、イスラエルのベンヤミン・ネタニヤフ首相が日本を訪問、天皇皇后や安倍晋三首相と会談を行った。安倍とネタニヤフの会談では、安全保障分野での協力や、中東和平交渉に関して意見が交わされた。

#### タイ王国
2011年、タイ王国と2国間協定を結ぶ。

## 軍事

### 国防軍

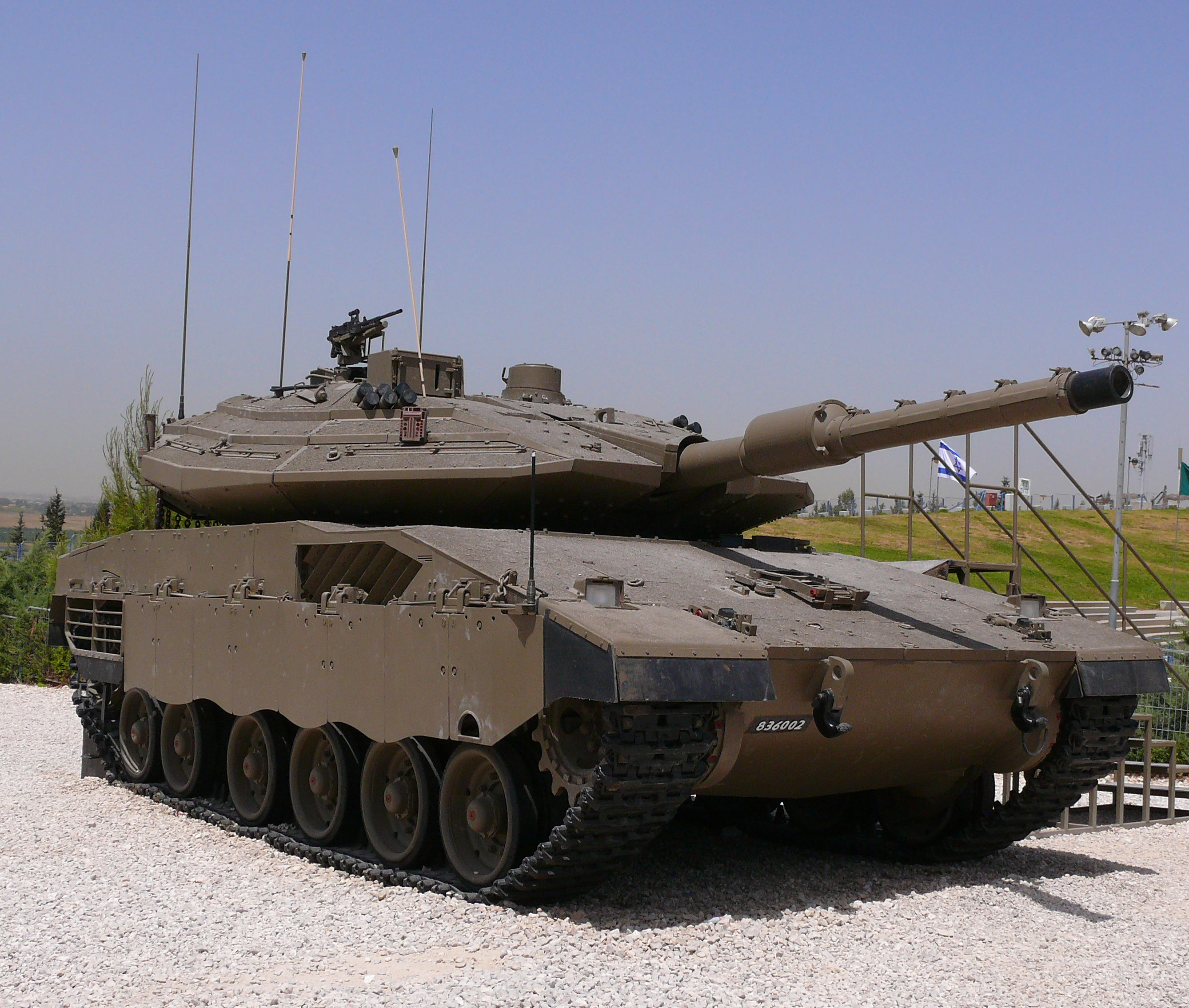
国産主力戦車メルカバMk4

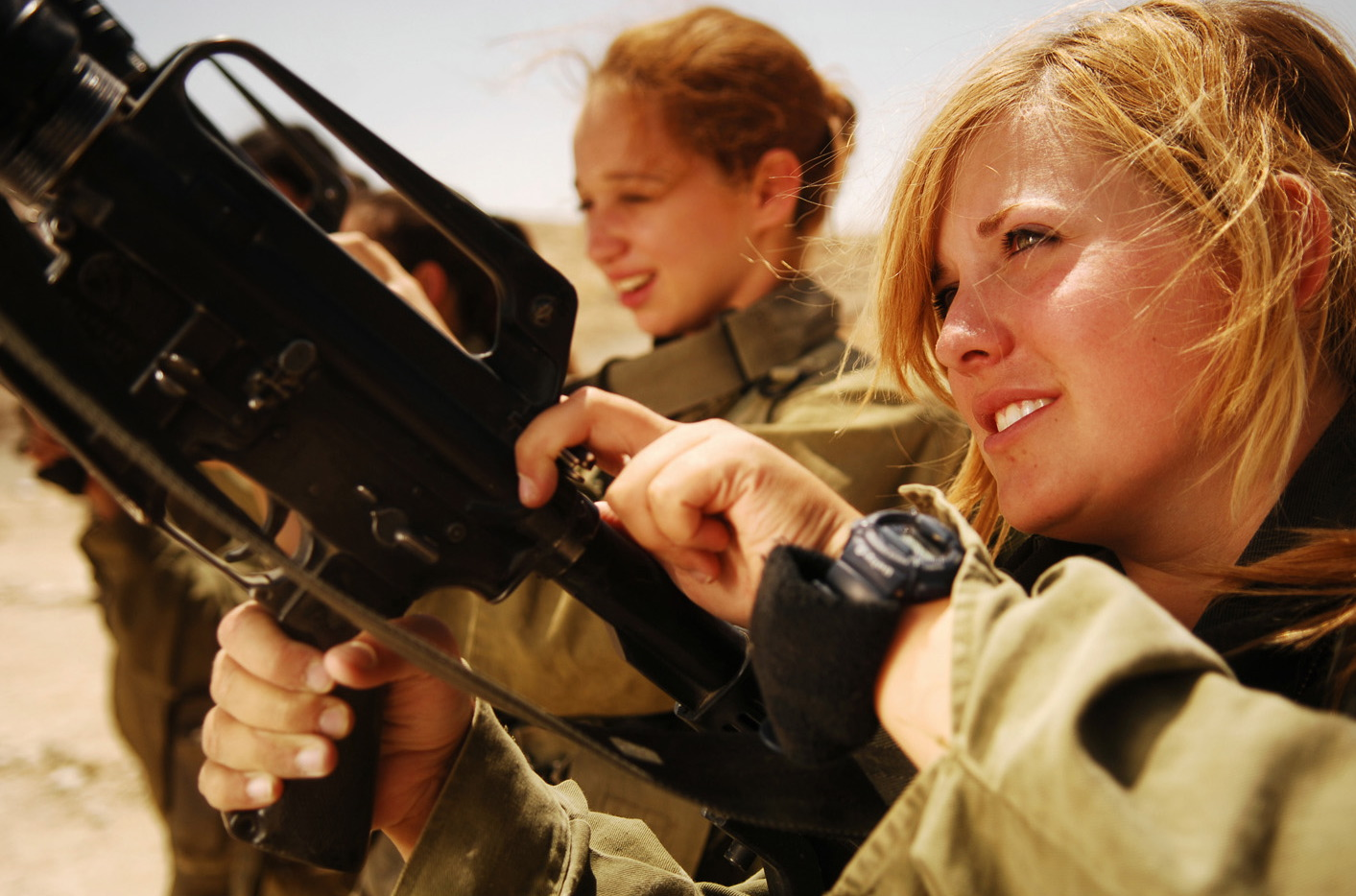
イスラエルの女性兵士

1948年の建国とともに創設されたイスラエル国防軍（IDF）は、国の防衛の任にあたる。建国以来の度重なる周辺アラブ諸国との実戦経験を持つ。
文字通りの国民皆兵国家であり、満18歳で男子は3年(32カ月)、女子は2年の兵役に服さねばならないが、優秀な学生は徴兵が延期されることもある。なお、その後も予備役がある。女性は結婚している者は兵役が免除される。また信仰上の理由により兵役免除も可能であるが、これも女性のみである。少数派のドゥルーズ派の信徒とチェルケス人は兵役に服すが、ユダヤ人でないその他のマイノリティは男子でも兵役が免除されている。また、かつては超正統派も兵役を免除されていたが、これには批判も多く1998年に最高裁は兵役免除は違法との判断を下しており、2014年3月に超正統派の男性を対象とした兵役を課す法案が国会で可決され、2017年から兵役の対象となった。その後も政府は超正統派に対する兵役義務を事実上免除するような小手先の時限的な法的措置で凌いだものの、2024年6月に最高裁は超正統派を徴兵するよう政府に命令し、この判断を受け国防軍は同年7月に超正統派に対する募集を開始し、同月下旬には召集令状発行に向けた手続きを開始した。しかし、ネタニヤフの連立政権に参加する超正統派系の２政党は徴兵免除を継続するようネタニヤフに2014年末現在圧力をかけている。超正統派に対する兵役は宗教的な問題にとどまらず、国会における超正統派政党からの支持を得たい政権の思惑など、政治的な要因も深く絡み合った複雑な問題と言える。
様々な理由から兵役を拒否する人間も増えてきており問題となっている。国民皆兵制度と言いつつ軍務に就くのは国民の半数程度とされ、イスラエル人口中、アラブ系が2割、ユダヤ教の戒律を厳格に守る超正統派が1割いるため。アラブ系の多くがパレスチナ人であり兵役免除可能。超正統派は軍務に就くことを拒否し免除されてきたが、免除を可能とする法的根拠が2024年4月に失効。イスラエルのユダヤ系世俗派国民は生命をかけ数年間の兵役に就き、除隊後は会社で働き、戦争が起きれば予備役として40代ごろまで招集され、超正統派は日々聖書を読み耽り、無職で政府の補助金で生活し、イスラエル出生率3超の多くは超正統派の1家庭の子どもが7人や10人いる。将来の人口割合の変化（超正統派の人口割合の膨張）は世俗派に危機感や不公平感を生んでいる。
イスラエルは国土が縦深性に欠け、一部でも占領されれば国土や産業、国民にとって致命的なダメージを受ける。そのため、戦時には戦域を敵の領土に限定し早急に決着をつけることを戦略計画としている。先制攻撃を仕掛け、敵の攻撃力を早期に無力化することを主眼に置いている。この姿勢は、イスラエル国家の安寧を守るという前提の前に、非常に好戦的に映る。なお、イスラエル国防軍の現在の任務には、パレスチナ自治機関と協調しつつヨルダン川西岸およびガザの治安を保持すること、国内および国境周辺で生じるテロ対策も含まれている。
2023年のガザ侵攻における学校、避難所、病院への攻撃や、女性や子供含む民間人の犠牲を一切考慮しない作戦、2024年のシリアのイラン大使館への爆撃、支援物資搬入を妨害する飢餓作戦、更には物資を求めて集まったパレスチナ人を銃撃し1000人単位で殺害するなど、その国益とすら思えぬ過剰なまでの残虐非道さ、国際法や慣習を平然と無視する姿勢は世界中から批判されている。
兵器の多くは、建国初期は西側諸国からの供給や中古兵器の再利用に頼っていたが、その後は主力戦車メルカバや戦闘機クフィルなど特別のニーズに応じた兵器を国内で開発・生産しており、輸出も積極的に行っている。海外との軍事技術交流（下記の科学研究参照）も多い。なお、国産兵器は、メルカバに代表されるように人的資源の重要性から防御力・生存性に重点を置いた設計となっている。
国連児童基金（ユニセフ）はパレスチナ人の子供達がイスラエル軍から軍事裁判にかけられ、拘留下において「広範囲にわたる計画的で制度化された」暴行・虐待を受けているとする報告書を発表した。

### 核兵器保有の有無について
イスラエル政府は核兵器の保有に関して肯定も否定もしていないが、核拡散防止条約（NPT）にも加盟していない。「イスラエルは最初に核を使用する国にはならないが、2番目に甘んじることもない」という談話もあり、「曖昧政策」とも称されている。しかし、核技術者モルデハイ・ヴァヌヌの内部告発による状況証拠などから核保有は確実視されており、一種の「公然の秘密」となっている。イスラエルは1969年にフランスの協力で核兵器を開発したとされており、アメリカ科学者連盟は、2000年代後半時点で80-100発程度の核弾頭を保有していると推測している。
この曖昧な態度は核兵器の有無を疑わせ、抑止効果を高めようとする狙いと、最大の同盟国アメリカに対する配慮からである。NPT非加盟のイスラエルが核武装を公表すれば、アメリカとの友好関係が崩れるか、これまで印・パの核保有やイランの核開発計画を非難してきたアメリカがダブルスタンダードの謗りを受けることは免れず、また周辺国のNPT脱退と核武装を招き、ただでさえ不安定な中東のバランスを崩壊させかねないからである。
2006年12月5日、アメリカ上院軍事委員会公聴会で、次期国防長官に内定していたロバート・ゲーツが「（イランが核兵器開発を進めるのは）核保有国に囲まれているからだ。東にパキスタン、北にロシア、西にイスラエル、ペルシャ湾には我々（アメリカ）がいる」と発言。アメリカが初めてイスラエルの核保有について公言したことになるため、注目された。イスラエルのシモン・ペレス特別副首相はこれについて「イスラエルは核保有をこれまで確認したことはない」と従来の見解を繰り返した。しかし、12月11日、ドイツの衛星放送テレビ局「SAT1」のインタビューで、エフード・オルメルト首相は「イスラエルは、他国を脅かしたりしない。しかし、イランはイスラエルを地図上から消滅させると公言している。そのイランが核兵器を保有しようとしていて、フランス、アメリカ、ロシア、イスラエルと同じレベルで話し合えるはずがない」と、核保有を暗に認めたとも取れる発言を行った。オルメルトは、翌日のドイツのアンゲラ・メルケル首相との合同記者会見で核保有を否定したが、イランは非難声明を出した。
オーストラリアに本部を置き、アメリカ、オランダ、ベルギーなどに支部を持つ経済平和研究所の2023年版世界平和度指数では、イスラエルは核保有国としてきちんとカウントされている。その上、イスラエルの軍事化度は3.783と世界一で、2位のロシア3.187、3位のアメリカ3.081、4位の北朝鮮3.000と大差をつけて単独1位である。

## 地理

### 地理上の特徴
北にレバノン、北東にシリア、東にヨルダン、南にエジプトと接する。ガザ地区とヨルダン川西岸地区を支配するパレスチナ自治政府（パレスチナ国）とは南西および東で接する。西に地中海があり、南は紅海につながっている。ヨルダンとの国境付近に、世界的にも高濃度の塩湖である死海がある。
イスラエルの支配地域は2万2,072km2である。国土は狭く、南北に細長い。南北には470キロメートルあるが、東西は一番離れた地点間でも135キロメートルである。車での走行時間は、北のメトゥーラから最南端の町エイラットまでは約9時間かかるが、西の地中海から東の死海までならば90分ほどしかかからない。ジュディアの丘陵にあるエルサレムから海岸沿いのテルアビブまで、また、標高835メートルにあるエルサレムから海抜下398メートルの死海までならば、1時間とかからない。
地中海沿岸の平野部は肥沃な農地地帯となっている。また、平野部に国民の大半が住んでおり、工業施設の大半も平野部に存在する。地中海側のハイファからエルサレムにかけては人工知能（AI）などの新興企業4000社が集積し、アメリカ合衆国のシリコンバレーにちなんで「シリコン・ワディ」（ワディは谷を意味するヘブライ語）と呼ばれる。
北部のガリラヤおよびゴラン高原は比較的豊富な雨量で、常に緑が保たれている。南部のネゲブ砂漠は国土のかなりの割合を占めており、乾燥し切り立った山々が存在する。

### イスラエルの地
「イスラエルの地」を意味するエレツ・イスラエル（ארץ ישראל）は神がアブラハム、子のイサク、孫のヤコブと与えることを約束した「約束の地」を意味する。その範囲は創世記、出エジプト記、民数記、エゼキエル書に記されている。現在のイスラエル国の領土よりも広い範囲であるが、大イスラエル主義者においては、これらの地域をイスラエルが支配すべき領域とみなす。第三次中東戦争において膨大な地域を占領すると大イスラエル主義は大いに広まった。イツハク・ラビン暗殺の理由も、オスロ合意は約束の地を売り渡す裏切り行為であると見られたからである。
また、アラビア語など、非ヘブライ語地名のヘブライ語化も推進された（パレスチナ地名のヘブライ語化）。イスラエル建国以前よりユダヤ人入植者が行っていたが、イスラエルは1949年に「地名指定委員会」、次いで1951年に「政府命名委員会」を設け、国家事業とした。当時のダヴィド・ベン＝グリオン首相は、地名指定委員会委員長への手紙で、狙いを「私たちは、国家上の理由からアラビア語の名前を削除する義務があります。私たちがアラブ人の土地の政治的所有権を認めないのと同様に、彼らの精神的所有権と彼らの名前も認めない」と述べている。
その後、第三次中東戦争で占領地を拡大すると、そこでもまたヘブライ語地名が制定された。ヨルダン川西岸地区を「ユダヤ・サマリア地区」と自称しているのも、その一つである。

## 地方行政区画
イスラエルは7つの地区に分かれ、その下に郡が存在する（エルサレム地区とテルアビブ地区には存在しない）。郡には地方政府が設置されている。

## 経済

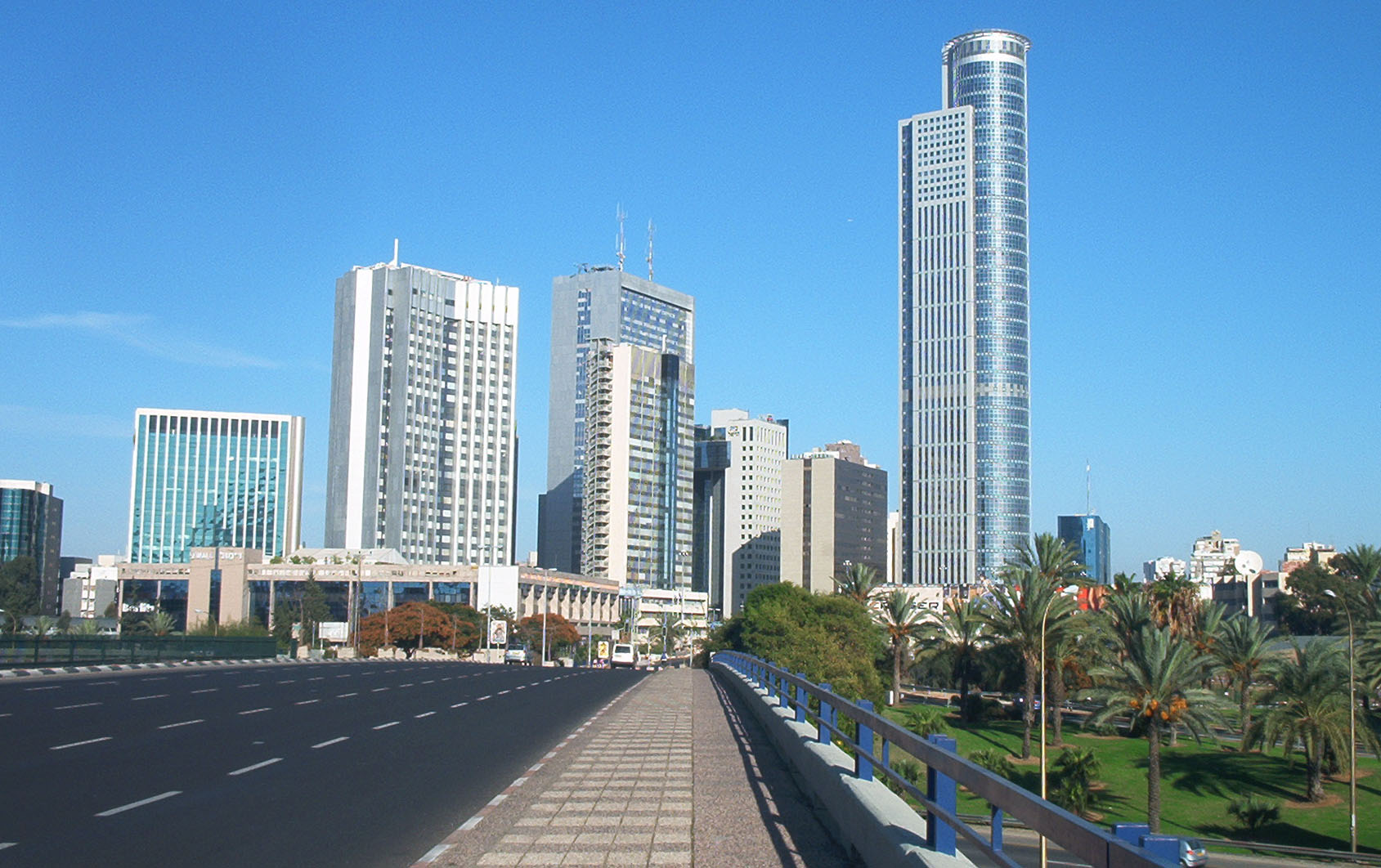
ラマト・ガンのダイヤモンド取引所地区

IMFの統計によると、2019年のイスラエルのGDPは3,877億ドル（約42.5兆円）で、愛知県や大阪府よりやや大きい経済規模である。1人あたりの名目GDPは42,823米ドル（2019年）で、40,847米ドルの日本より高い。イスラエルはOECD加盟国であり、いわゆる先進国である。貿易収支は慢性的な赤字となっている。また、イスラエルは中東のシリコンバレーとも呼ばれ、インテルやマイクロソフトなどの世界的に有名な企業の研究所が軒を連ねる。大企業は少ないがベンチャー企業は多いことでも知られ、失敗を恐れない起業家精神に富んだイスラエルの国民性が影響していると考えられている。
イスラエルは人口900万人程度の小さな国ではあるが、農業、灌漑、そして様々なハイテクおよび電子ベンチャー産業において最先端の技術力を持つ。建国からしばらくは、キブツやモシャブでの共同生活と、主導的立場にあった労働シオニズムの影響から社会主義的な経済体制であった。建国当時は産業基盤もないうえに周辺アラブ諸国との戦争状態にあるという悪条件であったが、ドイツの補償金やアメリカのユダヤ人社会から送られる寄付金など海外からの多額の資金援助を受けて経済を発展させていった。これが1980年代後半に入り、ヨーロッパ諸国およびアメリカと自由貿易協定を結ぶなど自由主義経済へと転換していき、1990年代の加速度的な経済成長をもたらした。2001年から2002年にかけて、ITバブルの崩壊とパレスチナ情勢の悪化により経済成長率がマイナスに転じるも、2003年以降は堅実な成長を続け、2008年のリーマン・ショック以降もプラス成長を維持している。2010年にはOECDに加盟した。またイスラエル経済の発展にはアメリカ政府からの累計で300億ドル以上という多大な経済援助が大きく寄与している。
1990年、イスラエルへの直接投資は1.51億ドル、証券投資はマイナス1.71億ドルという慎ましいものだった。それが直接・証券ともに漸増していき、特に1998年から飛躍した。2000年には直接投資が52.7億ドル、証券投資がプラス46.13億ドルに達した。こうした外資の集中投下がイスラエルの経済成長率を回復させた。2011-2013年の間にはApple、Alphabet、マイクロソフト、フェイスブック、Amazon.com、Twitter、AOL、Yahoo!、テスラ、Netflix、スペースX、ブルーオリジン、オラクルがイスラエルのベンチャーキャピタルを買収した。2012年でイスラエルのベンチャーキャピタル投資額は、総額で8.67億ドル、英仏独とおよそ等しく、日本やカナダの5分の3程度である。アメリカの266.52億ドルには遠く及ばない。しかし、国内総生産比では合衆国の0.17%を引き離してイスラエルは0.36%である。
イスラエルの農業技術は先進的で、国土のほとんどが砂漠または半砂漠で降雨量も少ないといった農業には厳しい環境ながら食糧のほとんどを自給でき、農産物の輸出も行う農業大国である。少ない水資源を有効に活用するため、水のリサイクルに力を入れ、リサイクル率は70%を超えているという。また水の利用効率が高い点滴灌漑を行っている。設備の制御は携帯電話などのモバイル機器からも可能であるという。取水も効率的であり、ヨルダン川の流域は3%しかイスラエルを通っていないにもかかわらず60%を国内需要に充てている。
海水淡水化にも優れた技術を持つ。2005年以降、地中海沿いに相次ぎ淡水化プラントを設置し、2017年時点ではイスラエルで消費される飲料水の8割が海水から作られている。車載型の海水淡水化装置も実用化している。イスラエルのウオータージェン社は大気中の水分から飲料水を作る技術を持ち、水道の漏水防止や運営管理などを海外で請け負う企業もある。こうした水関連技術の輸出額は2016年で約22億ドルと推定され、10年で3倍に増えた。2017年7月にはイスラエルを訪問したインドのナレンドラ・モディ首相と、水・農業分野の協力覚書を結んだ。
ダイヤモンド産業はイスラエル経済を語るうえで重要な位置を占める。イスラエルはダイヤモンドの流通拠点として世界的に有名であり、研磨ダイヤモンドの輸出額はイスラエルの総輸出額のうち約4分の1を占めている。イスラエルはダイヤモンド産業を政府主導で基幹産業へと発展させてきた。産業の確立にはユダヤ系資本のデビアスが貢献したが、デビアスとは後に対立を引き起こしてもいる。
また兵器産業も経済に大きな影響を与えている。高度な技術の民間転用がハイテク産業を急成長させ、また兵器の輸出によって直接的な収入源ともなっている。ストックホルム国際平和研究所（SIPRI）によればイスラエルは2008年から2012年のデータにおいて兵器の輸出元として世界10位となっている。またエルサレム・ポストは、2010年度の武器輸出額が72億ドルに上り、世界4位になったと報じた。2010年の時点では兵器製造企業は約200社ほど存在する。
イスラエルの鉱業を支えているのは、カリ塩とリン鉱石である。2003年の時点で、それぞれの世界シェアは5位（193万トン）、9位（102万トン）である。金属鉱物は採掘されていない。有機鉱物では亜炭、原油、天然ガスを産出する。天然ガスについては、2010年以降イスラエル沖の東地中海にタマルガス田やリヴァイアサンガス田などの大規模ガス田が発見されており、2020年には国内の天然ガス需要を産出量が上回り近隣国への天然ガスの輸出が行われている。ギリシャ企業のエネルジーン・オイル・アンド・ガス社が2019年にも採掘を始める計画である。

## 交通

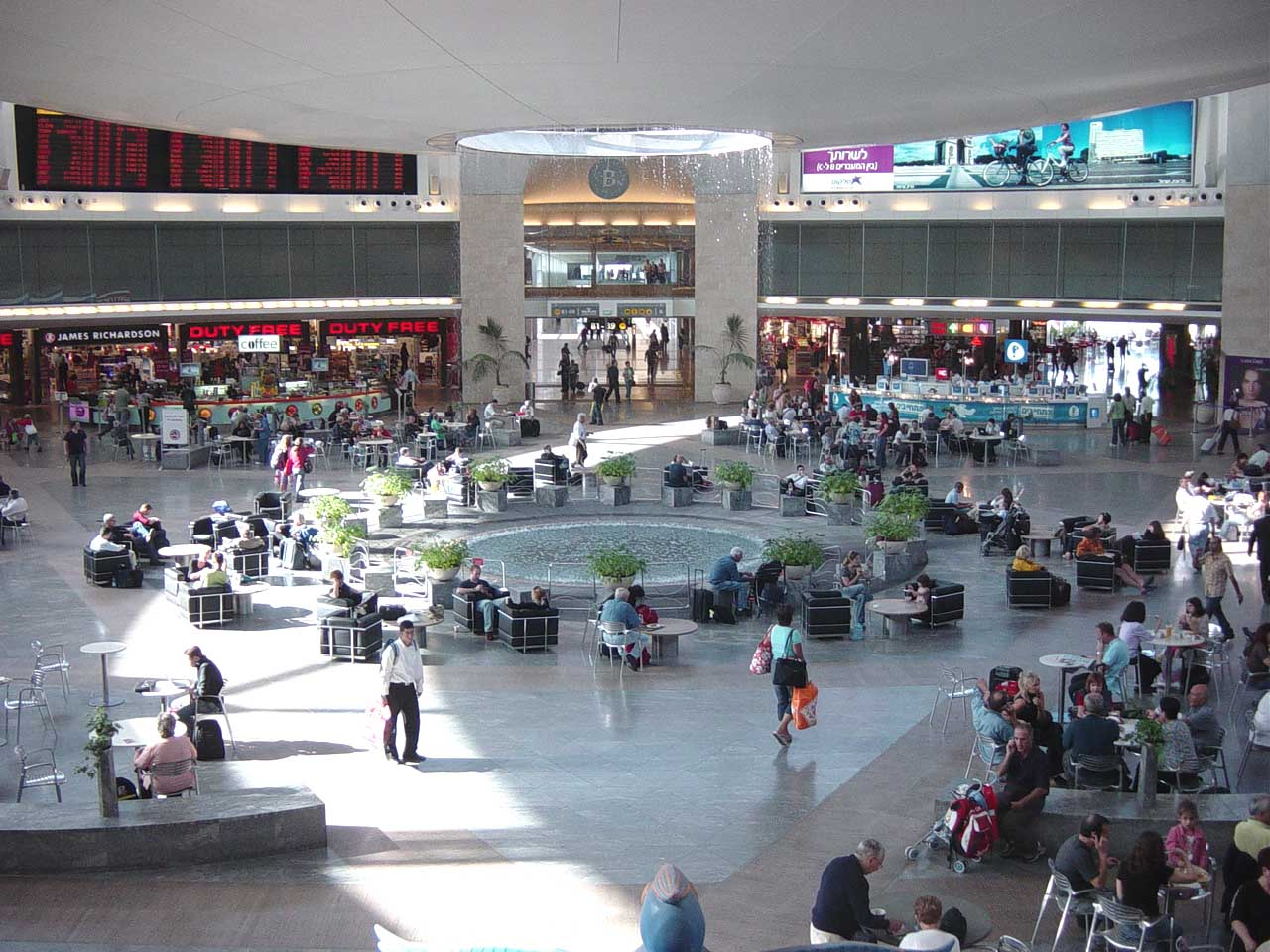
ベン・グリオン国際空港

### 自動車・バス
国土が狭いイスラエルでは、車、バス、トラックなどが主な交通機関である。近年、車の急速な増大に対応し、辺鄙な地域への交通の便を図るため、道路網の拡充が図られた。多車線のハイウェーは目下300キロの運営だが、2004年の時点で、南のベエルシェバから北のロシュハニクラ、ロシュピナまでハイウェー網が整備されつつある。さらに、人口稠密地にはバイパスが設けられた。緑色のエゲッドバスは、イスラエル全土を網羅しており、後部にトイレがある。運賃はエルサレム-エイラット間で70NIS（約2,000円）。主要道路には、公道1号線（中央部を東西）、公道60号線（中央部を南北）、公道90号線（東部を南北）などがある。
イスラエルは2011年から国家プロジェクトとして電気自動車の導入を推進している。イスラエルは国土が小さいうえ、主要な石油原産国である近隣アラブ諸国との関係から電気自動車の導入に積極的である。

### 鉄道
イスラエル鉄道は、エルサレム、テルアビブ、ハイファ、ナハリヤの間で旅客運送を行っている。貨物運送としては、アシュドッド港、アシュケロン市、ベエルシェバ市、ディモナの南部の鉱山採掘場など、より南部にまで及んでいる。貨物鉄道の利用は年々増加し、乗客の利用も近年増えている。
テルアビブとハイファでは、道路の交通渋滞を緩和するため、既存の路線を改善した高速鉄道サービスが導入されつつある。また、2004年10月より、ベングリオン空港とテルアビブ市内を結ぶ空港連絡鉄道が運行されている。

### 航空
国際線を運航する航空会社として国営航空会社のエル・アル航空とアルキア・イスラエル航空、イスラエアーがあり、テルアビブのベン・グリオン国際空港をハブ空港として中東やヨーロッパ、日本を含むアジア、アメリカ諸国に路線を設けている。

## 科学技術

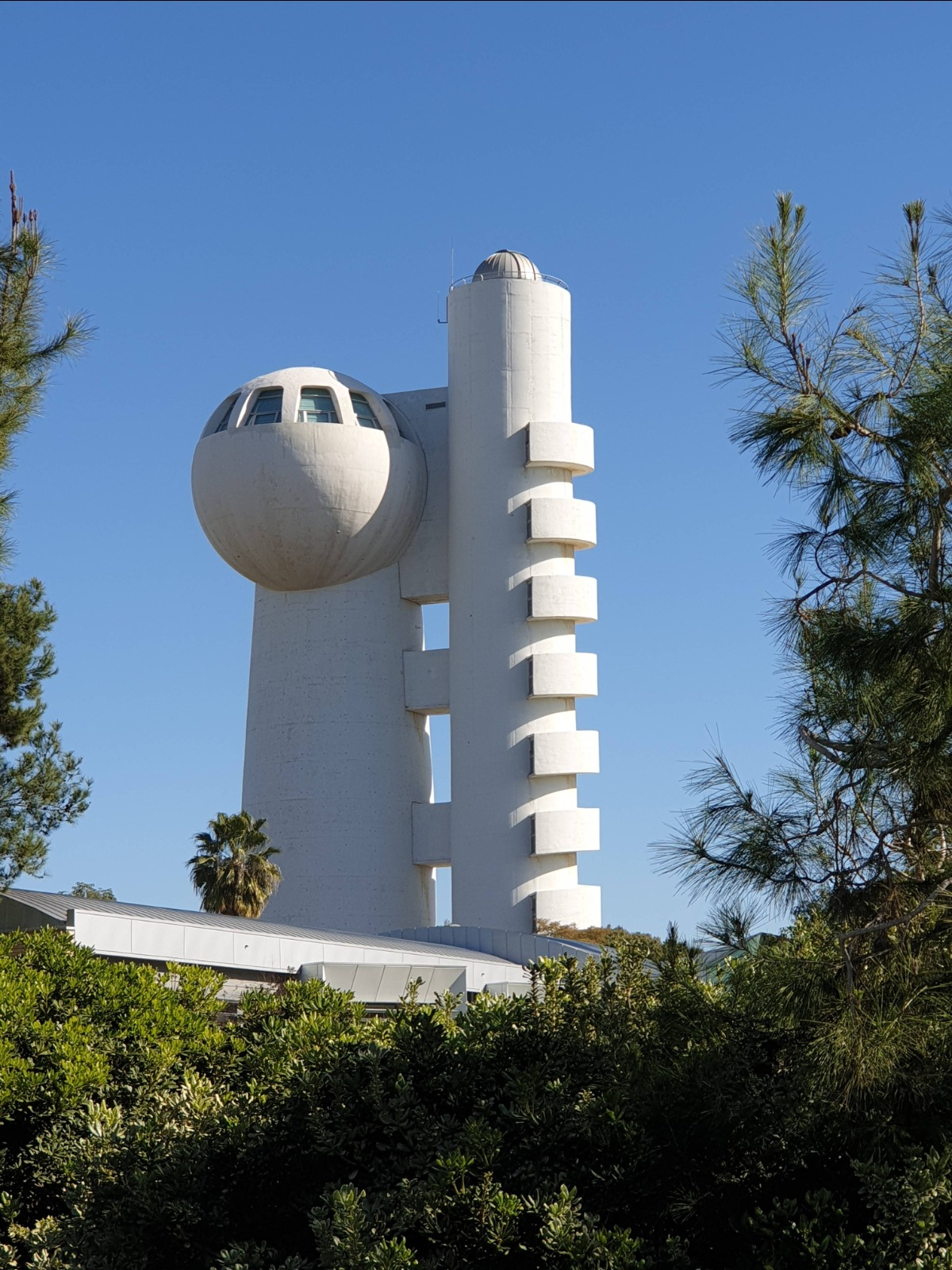
レホヴォトにあるヴァイツマン科学研究所の粒子加速器

イスラエルは科学において高度先進国であり、Bloomberg Innovation Indexから『最も革新的な国』の5位にランクされている。
科学技術は、同国で最も発展した分野の1つであり、科学研究の水準も非常に高いものとなっている。
イスラエルは専門資格を持った人材資源が豊富であり、科学技術の研究開発に注がれる資金の額は、2007年度のデータではGDPとの比率でみると世界1位である。また国際的な研究協力も重視し、欧米諸国のみならず各国と積極的に連携を行っている。
医学とその周辺分野、ならびに生物工学の分野では極めて進んだ研究開発基盤を持ち、広範囲な研究に取り組んでいる。研究は大学医学部・各種国立研究機関をはじめ、医薬、生物工学、食品加工、医療機器、軍需産業の各メーカーの研究開発部門でも活発に行われている。イスラエルの研究水準の高さは世界によく知られており、海外の医学、科学分野、軍事技術の研究諸機関との相互交流も盛んである。臨床医学では、熱傷の治療について、高い水準を誇った他、幹細胞研究など、イスラエルが高いレベルを誇る領域は、枚挙にいとまが無い。こうした高い医学水準を背景にイスラエルでは医学上の様々な議題の国際会議が頻繁に開催されている。さらに軍需製品の性能・品質は世界に見ても非常に高く、このような科学技術の発展にはソ連崩壊による100万人近くの移民に多くの研究者・技術者が含まれていたことも大きく影響している。
イスラエルには兵役があるため、イスラエル出身者は軍隊のチームマネジメントや、政府で運用されているサイバーセキュリティなどの高度な技術を学ぶことになる。また、起業に失敗したとしても再就職は容易である。その結果として、兵役終了後に大学を卒業した後は、起業する事も普通である。特にIT分野でスタートアップが多数存在し、2年～3年のサイクルで大半が入れ替わっており、「第2のシリコンバレー」とも呼ばれている。
サイバーセキュリティにおいて世界最高峰の技術を持つ。特に暗号理論の水準が高いとされ、インターネットのセキュリティーで重要な役割を演じるファイアウォールや公開鍵の開発において、イスラエルは重要な役割を果たしてきた。関連して、「ペガサス」と呼ばれる高性能スパイウェアもイスラエルで開発されており、世界中の政府機関や軍事組織で使われている。2016年にはイスラエルに開発拠点を置くSirin Labs社が軍用並みかつ世界一のセキュリティを謳う「Solarin」という150万円のスマートフォンを発売した。
インテルが2つ保有するCPU開発拠点の1つがイスラエルのハイファに存在し、CoreマイクロアーキテクチャやSandy Bridgeマイクロアーキテクチャを開発してCPUの動作効率を大幅に高めた実績がある。ユーザーの感想からしても、単純なクロック数重視の開発でCPUの高消費電力化を招いたアメリカ合衆国オレゴン州の開発チームよりも高い実力があると評されている。
また宇宙開発技術も高く、独自に人工衛星も打ち上げている。通常の人工衛星では地球の自転を利用して東向きに打ち上げられるが、イスラエルの衛星は西方以外に他国が存在するため、全て非効率的な西向きに打ち上げられている。また、2003年、イスラエル初の宇宙飛行士として空軍パイロットのイラン・ラモーン大佐がアメリカのスペースシャトル「コロンビア」で宇宙に飛び立ったが、大気圏再突入時の空中分解事故により死亡した。
パレスチナからのロケット弾攻撃の迎撃を成功させて世界的に有名になった「アイアンドーム」もイスラエルの国防企業であるラファエル・アドバンスド・ディフェンス・システムズとイスラエル・エアロスペース・インダストリーズが開発を行っており、イスラエルのミサイル関連技術はアメリカ合衆国をも凌ぐという。

## 国民

### 民族
2013年のイスラエル中央統計局のデータでは、総人口は802万人である。そのうちユダヤ人が604万人（75.3%）、アラブ人が166万人（20.7%）、その他32万人（4.0%）となっている。アラブ人の大半はムスリムで、2009年のデータではアラブ人の78%がムスリムである。なお、イスラエルでは1970年に改正された『帰還法』により、ユダヤ人の定義を「ユダヤ教を信仰しているか、母親がユダヤ人のもの」としている。イスラエルは移民国家であり、出身地ごとに欧米系をアシュケナジム、アジア・アフリカ系をセファルディム、オリエント系をミズラヒムと呼び、同じユダヤ人でも異なる人種の場合もある（「ユダヤ人」も参照）。
1990年から2009年までの統計によればユダヤ人の人口は減少傾向にあり、対してアラブ人は増加傾向にあるという。これはユダヤ人移民の減少によるものとイスラエル中央統計局は推測している。
2割前後存在するアラブ人とユダヤ人との人種間では宗教上の理由もあり、交流は限定的なものとなっている。2015年の婚姻の統計例でみれば、結婚した58,000組のうちユダヤ系とアラブ系のカップルは23組にとどまっている。

### ユダヤ人の多様性
| イスラエルのユダヤ人の出身地の割合 | イスラエルのユダヤ人の出身地の割合 | イスラエルのユダヤ人の出身地の割合 | イスラエルのユダヤ人の出身地の割合 | イスラエルのユダヤ人の出身地の割合 |
| ---------------------------------- | ---------------------------------- | ---------------------------------- | ---------------------------------- | ---------------------------------- |
|                                    |                                    |                                    |                                    |                                    |
| ロシア・旧ソ連                     | ロシア・旧ソ連                     |                                    | 20.9%                              | 20.9%                              |
| モロッコ                           | モロッコ                           |                                    | 15.2%                              | 15.2%                              |
| ポーランド                         | ポーランド                         |                                    | 8.3%                               | 8.3%                               |
| イラク                             | イラク                             |                                    | 7.7%                               | 7.7%                               |
| ルーマニア                         | ルーマニア                         |                                    | 7.6%                               | 7.6%                               |
| イエメン                           | イエメン                           |                                    | 4.9%                               | 4.9%                               |
| イラン                             | イラン                             |                                    | 4.0%                               | 4.0%                               |

ユダヤ人は、主に出身地ごとに大まかなグループに分類される。
アシュケナジム
おもにドイツ語やイディッシュ語を母語とするドイツ・東欧からの移民で、エリート層を占める。イスラエル独立以前からの移民はアシュケナジームが多く、都市は西洋風である。無神論者も多い（アシュケナジム・セファルディムとは、シナゴーグや生活面での宗教的伝統、言語的な違いなどによる呼称であって、そういう民族がいるわけではない）。独立以降は旧ソ連・ロシアからの移民が大半を占め、全ユダヤ人の2割を占めている。
セファルディム（イベリア系、イタリア、オランダ、南米、かつてのオスマン帝国領域）
東アフリカや北アフリカなどのイスラム教圏、地中海や北海・バルト海などのヨーロッパ沿海部からの移民（および欧州から中南米への移民を経てパレスチナ地域に再移住した移民）が多い。失業率も高く、多くは辺境の砂漠地帯での居住・生活を甘受している。イスラエル国家の独立後に移住してきた場合が多い。ユダヤ教の戒律を重視する人が比較的多いが、イスラム教徒はおおむねユダヤ教徒やキリスト教徒を同じ「啓典の民」として敬意を示すため、迫害されることは少なく、ユダヤ教徒としての伝統に則した暮らしを続けてきたからである。
ミズラヒム（山岳ユダヤ人、ジョージア（グルジア）、インド、ブハラ、イラン、アラブ世界、イエメン、エチオピアなどのオリエント系移民の総称）
イスラエルには現在主席ラビが2つしかないため、アシュケナジム・セファルディムで総称されることが多いが、セファルディムとミズラヒムは本来は別のものである。ただ、セファルディムの故郷も一時はミズラヒムと同じイスラム圏に属したこともあり、居住地から、身体的形質や使用言語・宗教的慣習などでも類似性・共通性はある。セファルディム・ミズラヒムは国民の40%弱を占め、ミズラヒムのうち最大グループはモロッコ出身のユダヤ人である。
サマリア人
現在ではユダヤ教徒の一派として認められている。
カライム・クリムチャク人
ハザールとの関連も唱えられるテュルク系言語の話者。
その他、ユダヤ教に改宗した人々（ブラック・ジュー、ミゾ）などもユダヤ教徒として住んでいる。

### 非ユダヤ人の扱い
21世紀に入って以降、アフリカのエリトリア、スーダン、南スーダンなどからシナイ半島を経由してイスラエルに不法入国する人々が後を絶たない。2012年時点、アフリカ系移民の人口は約6万人と推測されている。これは、母国での深刻な貧困や紛争などから逃れるためという側面があるが、イスラエル国内ではこの非正規移民の扱いについて大きな議論を呼んでいる。「ユダヤ人国家」を穢されると懸念する右派勢力は移民排斥を訴え、特に過激なグループ（カハネ主義者）たちは不法移民の滞在するアパートに放火したり、移民に暴力を振るったりしている。しかし、一方でホロコーストの記憶を有する国として、移民には寛容であるべきという意見もある。
一部のユダヤ人による、アラブ系イスラエル人への襲撃事件が相次いでいる。アラブ系イスラエル人への敵視は政府内でも目立ってきており、2015年3月17日、アヴィグドール・リーベルマン外相が、イスラエル国家に忠誠を誓わないアラブ系イスラエル人は「斬首の刑」に処すべきだと発言し問題となったが、イスラエルの右派はこの演説を聞いて熱狂した。
イスラエルには13万5,000人のエチオピア系市民がいるが、彼らは日常的に暴力を受けている。エチオピア系兵士が警察官2人から暴行される様子が撮影されたビデオが公開されたことをきっかけに、2015年5月3日、テルアビブで大規模なデモが発生、参加者の一部は暴徒化した。ネタニヤフ首相はエチオピア系市民の指導者と会談し、差別の撤廃を約束した。
2015年5月20日、イスラエルは一部のバス路線でパレスチナ人がイスラエル人と同じバスに乗ることを禁止する措置を取った。これについて、人権団体などは南アフリカの人種隔離政策アパルトヘイトと同じだと強く批判。この措置は、運用の数時間後に撤回された。
2018年7月19日、クネセトで可決したユダヤ国民国家基本法（国籍法）では、民族自決権を持つのはユダヤ人のみと明確に限定した。公用語もヘブライ語のみとして、パレスチナ・アラビア系住民が主な話者のアラビア語は「特別な地位」を持つとしたが、公用語からは外された。

### 言語
公用語はヘブライ語。ほかイディッシュ語、アラビア語が使われる。アラビア語は法律に定められた公用語の一つであったが、2018年7月19日に除外された。
なお、現代イスラエルの公用語であるヘブライ語は、古代ヘブライ語を元に20世紀になって復元されたものである。全くの文章語となっていた言語が復元されて公用語にまでなったのは、これが唯一のケースである。
上記の理由から、現代ヘブライ語の方言はないとされる。あるとすれば、他国からの移住者のネイティブ言語の影響による「なまり」や、各コミュニティーでの伝統的な（聖書やラビ文学の朗読、礼拝などに用いる音声言語化された文語としての）ヘブライ語の発音などがそれにあたる。
イスラエル中北部やヨルダン川西岸地区に多く住むアラブ人はアラビア語の「ヨルダン定住方言」（アラビア語方言学の名称と思われるが、多分に反シオニズム的表現であると思われる。「パレスチナ方言」「イスラエル方言」という表現も可能である）を、イスラエル南部に多いアラブ人は「ネゲヴ・ベドウィン方言」を、エルサレムのアラブ人は「エルサレム方言」を、ゴラン高原の住民は「ハウラン方言」を話し、全てシリアからシナイ半島にかけて話される「シリア・パレスチナ方言」の一部であるとされる。
また、西岸地区ではサマリア語の新聞も出されている。
テルアビブ市内にはヘブライ語に並んでロシア語の看板なども多く見られる。

### 結婚
イスラエルは宗教婚のみ認めており、民事婚は認めていない。ユダヤ教はもちろんイスラム教など各宗教ごとに宗教裁判所が存在し、婚姻などを管轄している。ユダヤ教においては超正統派が婚姻を司っており、宗教法により異教徒間の結婚は認められない。そのため異教徒間で結婚する場合や同性婚その他の事情がある場合は、海外で結婚し、帰国後に結婚証明書を役所に提出するという国外結婚の形をとる。国外結婚はキプロスで行うものが最も多く、毎年1000組ほどが結婚を行うという。
結婚の際、伝統的には女性は婚姻に際して夫の姓を称する（夫婦同姓）が、いつでも自己の未婚時の姓または従前の夫の姓を夫の姓に付加（結合姓）することができ、また、未婚時の姓または従前の姓のみを称する（夫婦別姓）こともできる。

### 宗教

イスラエルの宗教別人口の推移（1949年-2015年）
ユダヤ教徒
ムスリム
キリスト教徒
ドゥルーズ派
その他

イスラエルは宗教の自由を認めている。2004年のデータではユダヤ教徒が523.8万人（76.2%）、ムスリムが110.7万人（16.1%）、キリスト教徒が14.4万人（2.1%）、ドゥルーズ派が11.3万人（1.6%）、その他26.5万人（3.9%）となっている。信仰のあり方についても多様で、戒律を厳しく守ろうとするユダヤ教徒は20%、ある程度個人の自由で守るものが多数派で60%、全く守ろうとしないものも20%いる。
キリスト教徒の多くは東方正教会のエルサレム総主教庁ないしはローマ・カトリックの信者が多いがコプト正教会、アルメニア正教会などの信者もいる。一部のユダヤ人の中にはイエス・キリストをメシアとする「メシアニック・ジュダイズム」の人々もいる。

### 教育

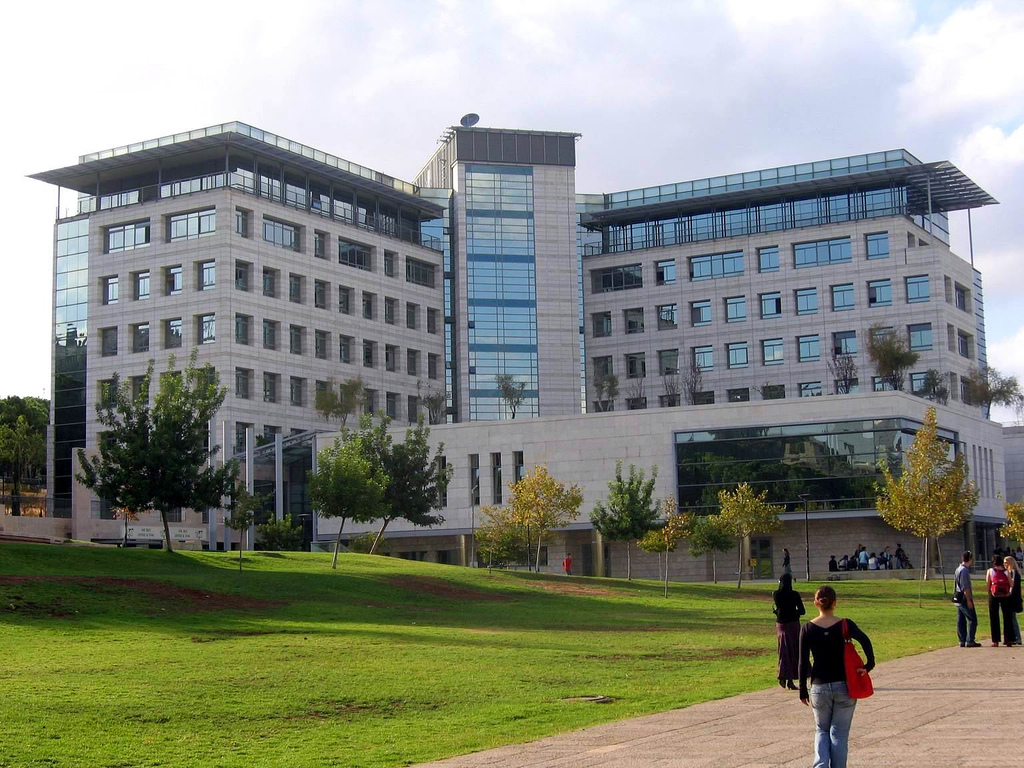
イスラエル工科大学

イスラエルは「ジューイッシュ・マザー（ユダヤ人の母）」という言葉が教育ママを意味するように、教育が重視されている。これにはユダヤ人が歴史的に教育熱心であったという背景もある。イスラエルの教育は小学校6年、中学校3年、高等学校3年の6-3-3制である。義務教育は5歳から始まり、義務教育期間は5歳から18歳までである。1949年に義務教育に関する法が施行された時点では5歳から15歳までであったが、法改正により18歳までとなっている。この期間延長は徐々に移行が進んでおり、イスラエル政府は2014年か2015年には全国に適用させる予定としている。義務教育期間と高等学校までの学費は無料である。18歳になると通常は兵役に就き、その後進学する者は大学に入学することになる。入学にはアメリカのSATに類似した試験が年に4回ある。兵役後も海外旅行などで見聞を広めてから大学に進学するものも多い。そのため、大学生の平均年齢は高くなっている。大学（ウニバルシタ）はすべて公立であり、比較的安価で高等教育を受けることができる。ほとんどの大学生はダブルメジャー（2つの専攻）で、平均3年で学位を取得する。また、専門学校（ミクララ）が各地に存在する。教育水準は高いが、欧米との結びつきが強いためか、優秀な研究者がイスラエルを離れ海外移住することも多く、この頭脳流出は大きな問題となっている。

## 社会

### 社会福祉
健康保険は1995年に、国民新保健医療法（NHCL）が成立し18歳以上の全国民に加入を義務づける国民皆保険となっている。社会福祉支出はOECDの2012年のデータによると、2007年と比べ21.2%増加しているものの、GDP比15.8%でOECD諸国平均21.9%より低い値となっている。相対的貧困率は2012年のデータで20.9%とOECD諸国でもっとも貧困率が高い。しかし、2012年の人間開発指数は0.900の「非常に高い」となっており世界16位である。
聖書には「産めよ、増えよ、地に満ちて地を従わせよ」という言葉もあり、子どもに対しては特別の配慮が払われている。出産に関しては不妊治療が45歳まで健康保険の対象項目となっており、大きな病院には大抵の場合体外受精科が存在する。実際に体外受精は広く行われており、ヨーロッパ生殖医学学会（ESHRE）が刊行するHumanReproductionUpdateの2002年号では、イスラエルの体外受精実施件数は100万人あたり1,657件と報告している。2位のアイスランドの899件を大きく引き離している。女性1人あたりの平均出産数（合計特殊出生率）はOECDの調査によれば2011年のデータでは3.0となり、OECD諸国平均の1.7を大きく上回っている。世界銀行の調査でも2019年のデータで3.01である。一般家庭には児童手当も支払われている。また児童虐待について、NICHDプロトコルを用いた司法面接を1998年に国家で採用している。
出生時平均余命はOECDの2013年に公表されたデータによれば、2011年度は81.8歳となっており、先進国の中でも9位となっている。また、国連開発計画の2012年のデータによれば81.9歳で、世界で7位となっている。
長寿国であるため高齢者問題も大きな課題となってきている。特に旧ソ連からはソ連崩壊に伴い、100万人近くが移民してきたが、そのうち12%以上が65歳以上の高齢者であったという。高齢者は公共交通の割引や減税を受けられ、また高齢者介護を理由に有給休暇を認める法律も制定されている。終末期医療については2006年に法律が制定され、尊厳死が認められている。2008年の時点では65歳以上の高齢者の割合は10.0%となっている。しかしこれはOECD諸国平均の14.4%よりは低い数値である。

### 貧困問題
先進国とされているイスラエルだが、深刻な貧困問題を抱えている。イスラエルには1954年に制定された『国民健康法』に基づき、収入が最低基準以下の世帯と個人に対しては国民保険機構から補助金が支給されている。また、児童手当も支給されており、特に4人以上の子どもがいる家庭には手厚い福祉が施されている。しかしイスラエルは、かねてから所得格差が大きいことや貧困に苦しむ国民が多いことが指摘されていた。2010年12月22日の『ハアレツ』紙によると、イスラエルの全人口のうち、およそ177万人が貧困状態にあり、うち85万人は子どもであるという。貧困状態にある世帯の約75%は日々の食料にも事欠いているとされ、きわめて深刻な実態が浮き彫りとなった。貧困状態にある子供たちの中には物乞いをしたり、親に盗みを働くよう強制されたりする事例もあるという。イスラエルの中央統計局と福祉省の調査によると、2011年に福祉省に助成を求めた世帯の割合は28%で、これは1998年と比べて75%の増加にあたるという。
貧しい子どもたちのために無料給食や補講などを実施している学校「エル・ハ＝マーヤン」の運営母体である超正統派政党「シャス」のエリ・イシャイ党首は「国民保険制度研究所さえ、政府の俸給を増やすことのみが貧困を解消する唯一の方法と断定した。このようなほかの政府機関からかけ離れた見通しが長きに渡ってなされているのは恥である」と述べた。また、中道左派政党「労働党」の議員であるシェリー・ヤシモビッチはイスラエル国内でのワーキングプアの増大を指摘している。また、左派政党「メレツ」のハイム・オロン党首は「政府は（資本主義における）結果的格差を肯定しているが、貧困の根本原因を取り除かなければならない」と指摘している。
2011年7月30日には、イスラエル国内で住宅価格や生活費の高騰、貧富の格差に対して抗議する15万人規模のデモが起きている。左派系のみでなく、保守系の人々も多数参加した極めて大規模なものである。8月6日には、最低賃金引上げなどを求め30万人規模のイスラエル建国至上最大の抗議運動が起きた。
経済協力開発機構（OECD）が2013年にまとめた報告書では、イスラエルが全てのOECD加盟国の中で最も貧困率が高いことが記されている。また、同年10月に発表されたイスラエル中央統計局の報告書では、イスラエルの全人口のうち31%が貧困線以下の生活をしているという。また、同報告書ではイスラエルの子供の40%が貧困に直面しているとしている。また、2013年に入ってから多くのイスラエル人がアメリカ合衆国やドイツなどへ経済的理由から移住しているという。ヘブライ大学のモミー・ダハン教授は、この問題の背景として、イスラエル政府が社会保障や児童予算を削減し続けていることを指摘している。

## 治安
イスラエル国家警察の犯罪統計によれば、2023年（12月末現在）のイスラエル国内での犯罪発生件数は約30万件で、日本の犯罪発生件数と人口比を基に比較した場合、イスラエルは日本の約6倍となっている。日本人の犯罪被害は、主に旅券や現金などの貴重品の盗難被害（スリ、置き引きなど）となっており、一瞬の隙に被害に遭ったなどの報告が挙げられている。
テロ並びに誘拐情勢においては、2022年07月15日時点では同国並びにヨルダン川西岸地区及びガザ地区からなるパレスチナ自治区における近年のテロ事案は、2000年代前半にテロが多発した時期と比較すると大幅に減少しているとの報告がされており、特に、自爆テロ事件については、2009年以降発生していない点から安全面は比較的保たれている。
反面でヨルダン川西岸地区内のイスラエル人入植地（入口付近のバス停など）やイスラエル兵士が配置されている交差点、同地区とイスラエルとの境界の検問所などにおいて、ナイフなどを使用してイスラエル治安要員を狙う事案や車両での突入事案が散発的に発生している。その為、同地域に滞在の際は不用意な散策などを慎むことが求められる状態となっている。
ガザ地区ではハマスによるイスラエル攻撃を受け、イスラエルはそれに反撃するように同地区では散発的に交戦が起きており、非常に危険な状態になっている。

## メディア
イスラエルのメディアは、読者および視聴者層を反映して多様である。主要紙には左派のハアレツ、中道のイェディオト・アハロノト、中道右派のイスラエル・ハヨムの3紙がある。テレビもさまざまなチャンネルがあり、ロシア語のチャンネル3やアラビア語のカン33といった外国語放送も存在する。フリーダム・ハウスは2024年の報告書で、イスラエルのメディアは「活発で、自由に政府の政策を批判している」と評価している。一方で、同年の国境なき記者団による報道の自由度ランキングでは、調査対象の180か国中101位（中東および北アフリカ諸国中では2位）であった。国境なき記者団は、イスラエル国防軍がガザ地区で100人以上のジャーナリストを殺害していると注記している。それによると、2022年のイスラエルとハマスの紛争開始以来、イスラエルは「包囲された地区から発信されるリポートを押さえつける一方で、メディアのエコシステムに偽情報を流している」。2024年5月5日には、アルジャジーラの支局が当局によって閉鎖された。その直後には、AP通信がアルジャジーラにビデオストリームを提供したとしてAP通信から機材を押収したが、アメリカ政府が介入して返還された。

### 電話
電話および携帯電話が広く利用されている。国際電話番号は972。

### インターネット
イスラエルのインターネット普及率は高く、主な場所で無線LANが利用できる。インターネットカフェも普及しており、店内は禁煙の所が多い。日本の漫画喫茶のように雑然としておらず、端末ごとに整然と区画されている。

## 文化

### 食文化

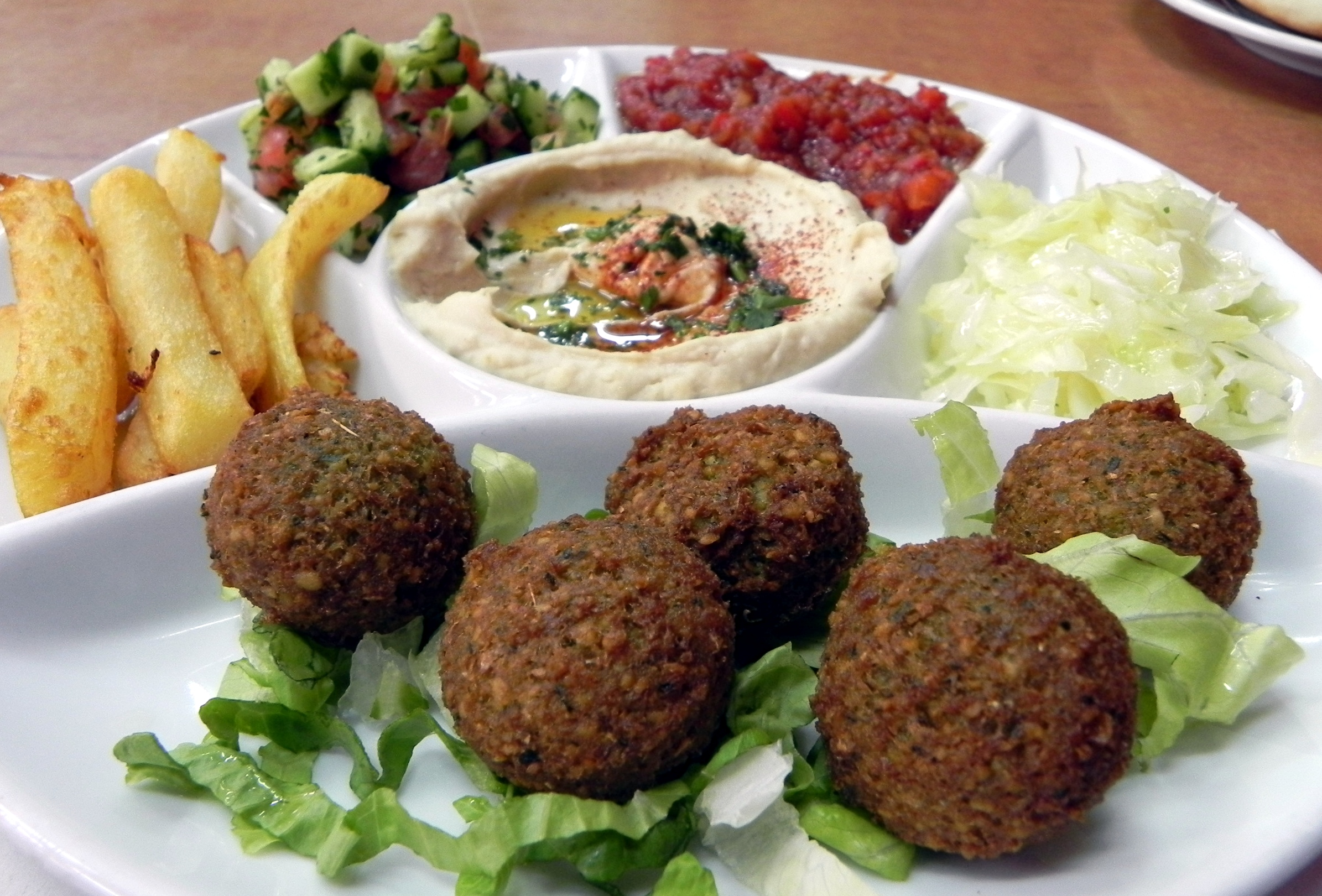
ファラフェル、フムス、フライドポテト、イスラエルサラダが盛られたプレート

イスラエル料理には土着の食べ物に加えて、移民がもたらしたユダヤ料理も含まれる。とりわけ1970年代後半以降には、イスラエル特有の多国籍料理が発展した。ミズラヒム、セファルディム、アシュケナジムそれぞれの調理法の要素が混淆しており、またファラフェル、フムス、シャクシューカ、クスクス、ザアタルといったレヴァント、アラブ諸国、中東、地中海沿岸地域の伝統料理も取り入れている。シュニッツェルやピザ、ハンバーガー、フライドポテト、米、サラダなども一般的である。
イスラエル国内のユダヤ人のおよそ半数は、家庭内でカシュルートを遵守している。カシュルートを守るレストランは、2015年時点で全体の4分の1を占める。魚やウサギ、ダチョウの肉はカシュルートに抵触しない。豚肉はユダヤ教とイスラームのいずれにおいても禁忌とされるが、イスラエル国内でもしばしば「白い肉」と呼ばれて生産・消費されている。
イスラエル国民の中には外国の食文化を楽しむ者もおり、2017年の朝日新聞の記事によると世俗派の間で豚骨スープのラーメンが人気であるという。

### 文学

ノーベル文学賞受賞作家のシュムエル・アグノン

イスラエル文学は、主にヘブライ語で書かれた詩や散文を指す。19世紀中葉以降に興隆したヘブライ語口語復興運動の一環として生まれたが、ほかの言語で著されることもある。イスラエルで出版されたすべての出版物は、2部をイスラエル国立図書館に寄託しなければならないことが法律で定められている。2001年には、その対象が音声や映像記録などにも拡大された。2016年に寄託された7,300冊の書籍のうち、89パーセントがヘブライ語の書籍であった。
1966年、シュムエル・アグノンがドイツのユダヤ人作家ネリー・ザックスとノーベル文学賞を共同で受賞した。著名なイスラエルの詩人にはエフダ・アミカイ、ナタン・アルテルマン、リー・ゴールドバーグ、レイチェル・ブルースタインなどが挙げられる。小説家ではアモス・オズ、エトガル・ケレット、デイヴィッド・グロスマンがいる。

### 音楽

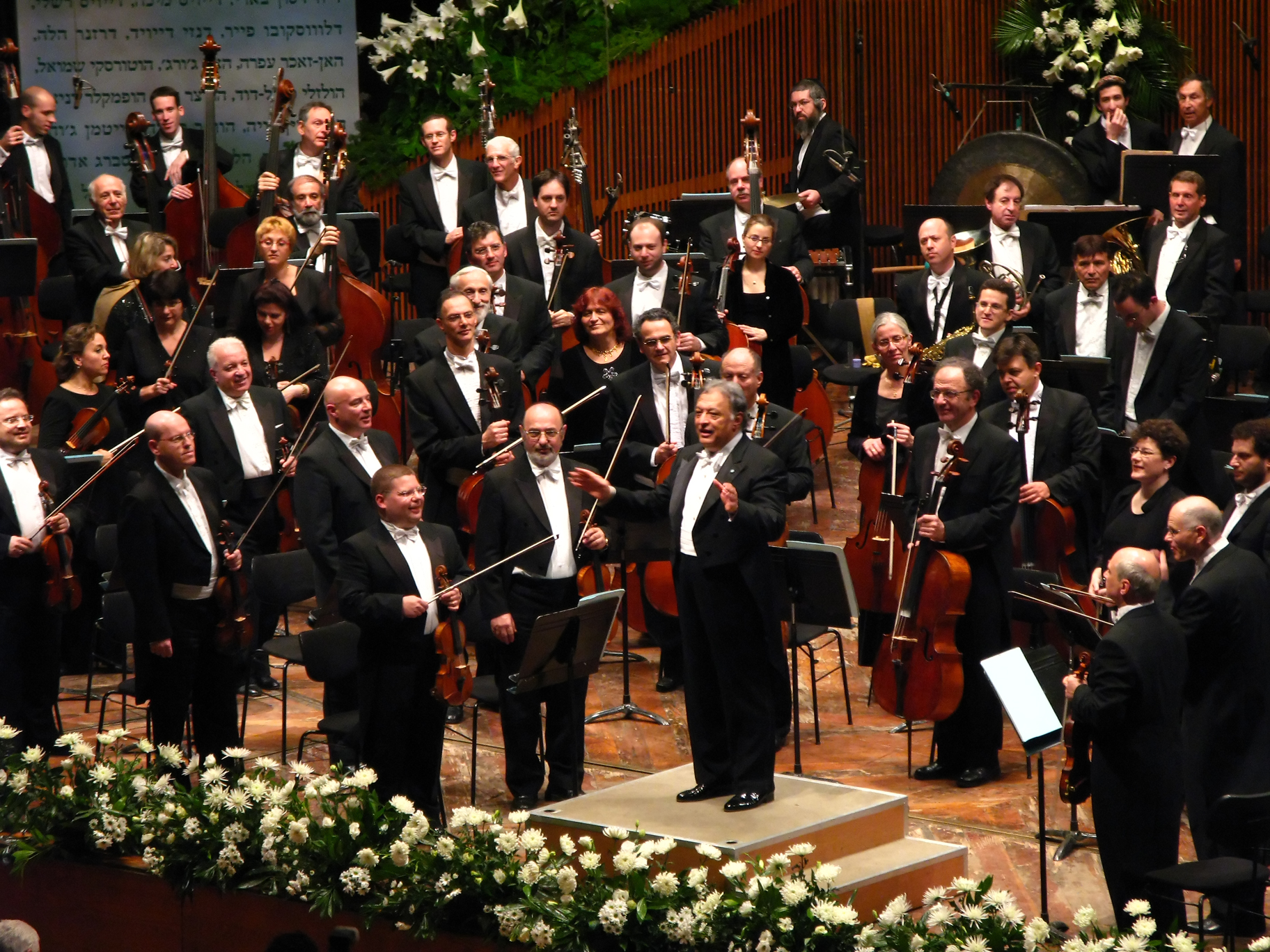
イスラエル・フィルハーモニー管弦楽団（ズービン・メータ指揮）

イスラエル音楽にはミズラヒムやセファルディム、ハシディズムの伝統音楽にギリシャ音楽やジャズ、ポップロックの要素が溶け込んでいる。70年以上の歴史があるイスラエル・フィルハーモニー管弦楽団は、毎年200以上の公演を行っている。イスラエル生まれのイツァーク・パールマン、ピンカス・ズーカーマン、オフラ・ハザといった音楽家は、国際的にも高く評価されている。ユーロビジョン・ソング・コンテストには1973年からほぼ毎年参加しており、これまでに優勝4回、主催2回を数える。エイラトでは1987年から、毎年夏に紅海ジャズフェスティバルが開催されている。

### 美術
イスラエルのユダヤ美術にはカバラやタルムード、ゾーハルの影響が顕著にみられる。20世紀には、エコール・ド・パリの芸術運動も重要な役割を果たした。19世紀後半から20世紀はじめにかけては、ベツァルエル美術デザイン学院がイシューブ（ユダヤ人共同体）の芸術において圧倒的な影響力を有していたが、1920年代以降、アイザック・フレンケル・フレネルがフランスの現代美術を持ち込み、これに触発されたローカルな美術が開花した。これ以降のイスラエル美術の発展は、シャイム・スーティン、ミシェル・キコイーヌ、フレンケル、マルク・シャガールといったエコール・ド・パリの画家に多くを負っている。彫刻は近代の西洋彫刻に加えて、メソポタミアやアッシリアの作品にもインスピレーションを受けている。アブラハム・メルニコフの吼えるライオン像、ダビド・ポルスのアレクサンダー・ツァイド像、ゼーブ・ベン・ツヴィのキュビズム的な彫刻などは、イスラエル彫刻のそれぞれ異なる方向性のよい例証となっている。
イスラエル美術に共通のテーマは、ツファットやエルサレムといった神秘的な都市、テルアビブのボヘミアンなカフェ文化、農業景観、聖書の物語や戦争などである。近年ではオプ・アート、人工知能アート（AIアート）、デジタルアートも活発である。

### 映画
これまでに10のイスラエル作品が、アカデミー国際長編映画賞の最終候補にノミネートされている。パレスチナ系イスラエル人監督の作品には、アラブとイスラエルの対立やイスラエル国内におけるパレスチナ人の地位を取り上げたものが多く、ムハンマド・バクリの2002年の映画 Jenin, Jenin や The Syrian Bride はその代表例である。

### 建築

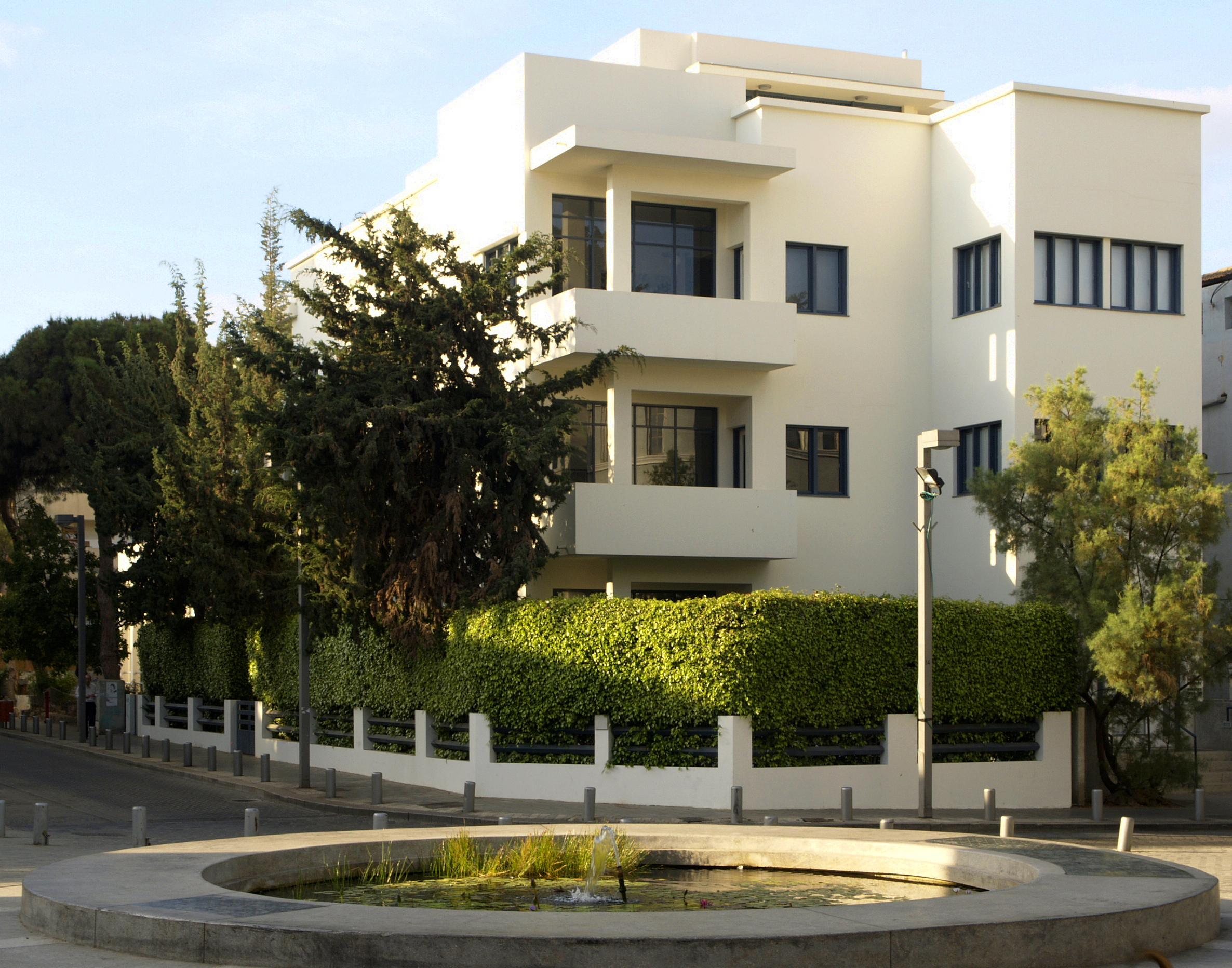
テルアビブのバウハウス博物館

ユダヤ人建築家の移住により、イスラエルではさまざまな建築様式が混在するようになった。20世紀初頭には、西洋と東洋の建築様式の融合が目指され、そのショーケースとなるような建物が建てられたが、そうした折衷主義はナチス・ドイツの迫害を逃れたドイツ系ユダヤ人建築家（エーリヒ・メンデルゾーンなど）の流入により、近代的なバウハウスにやがて取って代わられた。バウハウス建築の典型例であるテルアビブの白い都市は、国際連合教育科学文化機関 (UNESCO) の世界文化遺産に登録されている。独立後は複数の政府系プロジェクトが委嘱されたが、その多くはコンクリートの使用と、イスラエルの砂漠気候への適応に重点を置いたブルータリズム様式で建設された。
田園都市のような斬新な発想もいくつか実行に移され、とりわけテルアビブのゲッデス計画はその革新的なデザインと地元の気候への順応性から国際的に高い評価を受けた。キブツの設計には、リチャード・カウフマンによる円形キブツ「ナハラル」など、イデオロギーを反映したものがみられる。

### 世界遺産
国際連合教育科学文化機関(ユネスコ)にイスラエルは1999年に加盟をした。またユニセフは東エルサレムのヨルダン川西岸地区の領有を認めたが、エルサレム旧市街はどこの国にも当てはめていない。

### スポーツ
イスラエル国内ではサッカーが最も人気のスポーツとなっており、1999年にプロサッカーリーグの『イスラエル・プレミアリーグ』が創設された。リーグ最多優勝はマッカビ・テルアビブFCであり、UEFAチャンピオンズリーグの本大会にも2度出場している。イスラエルサッカー協会（IFA）によって構成されるサッカーイスラエル代表は、FIFAワールドカップには1970年大会で初出場を果たしている。AFCアジアカップでは1964年大会で初優勝に輝いた。しかし、UEFA加盟後のUEFA欧州選手権には未出場である。著名な選手としては、プレミアリーグの舞台で長年プレーし、主にリヴァプールで活躍したヨッシ・ベナユンが知られている。
イスラエルではバスケットボールも盛んであり、1953年にプロバスケットボールリーグの『イスラエル・バスケットボール・プレミアリーグ』が創設されている。リーグ最多優勝はマッカビ・テルアビブBCであり、ユーロリーグでは2003-04シーズンと2004-05シーズンに大会連覇を果たしている。また、イスラエルではかつて競馬も無かったが2006年に初めて開催された。ただし、金銭を賭けることは禁止されているため、入場者は馬が走る姿や馬術競技を観戦するだけの純粋なスポーツとして行われている。
1968年に行われた第3回夏季パラリンピックは、テルアビブで開催された。
サッカー
イスラエルサッカー協会は欧州サッカー連盟に加盟している。イスラエルは地勢的にはアジアの国であり、1954年5月8日に他の12か国と共にアジアサッカー連盟を設立したが、直後には加盟せず2年後の1956年にAFCに加盟した。AFCは、政治的配慮によりイスラエルサッカー協会をAFC創立メンバーとしては認めていない。しかし、パレスチナ問題および中東戦争などの「アラブ・イスラエル紛争」により周辺のアラブ諸国との関係が悪化し、それ以外にもインドネシア・北朝鮮・中国などの国を中心に、対戦拒否や大会参加拒否などのボイコットが激化した。
1973年に第四次中東戦争が勃発すると、もはや対戦不可能な状態に陥った。そして、イラン開催のアジア大会が開催中であった1974年9月14日に、イランの首都テヘランで開催されたAFC総会で、AFCから除名された。除名以降は地域連盟未所属のまま活動し、FIFAワールドカップのアジア・オセアニア予選へ組み込まれたり、オセアニアサッカー連盟（OFC）の暫定メンバーとなるなどの紆余曲折を経て、1992年にUEFAに加盟した。これはイスラエルオリンピック委員会についても同様で、かつてはアジア競技連盟に所属していたものの、以後ヨーロッパオリンピック委員会へと加入した。